# Liste der Baudenkmäler im Stadtbezirk Eickel
Die Liste der Baudenkmäler im Stadtbezirk Eickel enthält die denkmalgeschützten Bauwerke auf dem Gebiet des Stadtbezirks Herne-Eickel in Nordrhein-Westfalen (Stand: 14. Juli 2016). Diese Baudenkmäler sind in der Denkmalliste der Stadt Herne eingetragen; Grundlage für die Aufnahme ist das Denkmalschutzgesetz Nordrhein-Westfalen (DSchG NRW).

Der Stadtbezirk Herne-Eickel umfasst die Ortsteile Eickel, Röhlinghausen und Wanne-Süd.

Denkmäler nach Straßen geordnet: A | B | D | E | F | G | Hannover |  Hasen | Haupt | Hof | Hordel | Im | K | L | M | R | S | W | Z 
| Bild | Bezeichnung                                                   | Lage                                                              | Beschreibung                                                                                                   | Bauzeit | Eingetragen seit | Denkmal- nummer |
| --- | ------------------------------------------------------------- | ----------------------------------------------------------------- | --- | ------- | ---------------- | --------------- |
| Siedlung Königsgrubeehem. Bergarbeiterhaus                                                                                                  | Siedlung Königsgrube ehem. Bergarbeiterhaus                   | Röhlinghausen Am Bollwerk 29 a Karte                              | |         | 18.08.1993       | 388             |
| Siedlung Königsgrubeehem. Bergarbeiterhaus                                                                                                  | Siedlung Königsgrube ehem. Bergarbeiterhaus                   | Röhlinghausen Am Bollwerk 29 b Karte                              | |         | 18.08.1993       | 389             |
| Siedlung Königsgrubeehem. Bergarbeiterhaus                                                                                                  | Siedlung Königsgrube ehem. Bergarbeiterhaus                   | Röhlinghausen Am Bollwerk 31 a Karte                              | |         | 18.08.1993       | 390             |
| Siedlung Königsgrubeehem. Bergarbeiterhaus                                                                                                  | Siedlung Königsgrube ehem. Bergarbeiterhaus                   | Röhlinghausen Am Bollwerk 31 b Karte                              | |         | 24.08.1993       | 391             |
| Siedlung Königsgrubeehem. Bergarbeiterhaus                                                                                                  | Siedlung Königsgrube ehem. Bergarbeiterhaus                   | Röhlinghausen Am Bollwerk 33 a Karte                              | |         | 23.03.1993       | 346             |
| Siedlung Königsgrubeehem. Bergarbeiterhaus                                                                                                  | Siedlung Königsgrube ehem. Bergarbeiterhaus                   | Röhlinghausen Am Bollwerk 33 b Karte                              | |         | 14.01.1991       | 159             |
| Siedlung Königsgrubeehem. Bergarbeiterhaus                                                                                                  | Siedlung Königsgrube ehem. Bergarbeiterhaus                   | Röhlinghausen Am Bollwerk 35 a Karte                              | |         | 14.01.1991       | 160             |
| Siedlung Königsgrubeehem. Bergarbeiterhaus                                                                                                  | Siedlung Königsgrube ehem. Bergarbeiterhaus                   | Röhlinghausen Am Bollwerk 35 b Karte                              | |         | 23.03.1993       | 347             |
| Siedlung Königsgrubeehem. Bergarbeiterhaus                                                                                                  | Siedlung Königsgrube ehem. Bergarbeiterhaus                   | Röhlinghausen Am Bollwerk 36 a / c Karte                          | |         | 25.08.1993       | 392             |
| Siedlung Königsgrubeehem. Bergarbeiterhaus                                                                                                  | Siedlung Königsgrube ehem. Bergarbeiterhaus                   | Röhlinghausen Am Bollwerk 36 b Karte                              | |         | 25.08.1993       | 393             |
| Siedlung Königsgrubeehem. Bergarbeiterhaus                                                                                                  | Siedlung Königsgrube ehem. Bergarbeiterhaus                   | Röhlinghausen Am Bollwerk 36 d Karte                              | |         | 25.08.1993       | 394             |
| Siedlung Königsgrubeehem. Bergarbeiterhaus                                                                                                  | Siedlung Königsgrube ehem. Bergarbeiterhaus                   | Röhlinghausen Am Bollwerk 37 a Karte                              | |         | 25.08.1993       | 395             |
| Siedlung Königsgrubeehem. Bergarbeiterhaus                                                                                                  | Siedlung Königsgrube ehem. Bergarbeiterhaus                   | Röhlinghausen Am Bollwerk 37 b Karte                              | |         | 25.08.1993       | 396             |
| Siedlung Königsgrubeehem. Bergarbeiterhaus                                                                                                  | Siedlung Königsgrube ehem. Bergarbeiterhaus                   | Röhlinghausen Am Bollwerk 42 a Karte                              | |         | 14.01.1991       | 161             |
| Siedlung Königsgrubeehem. Bergarbeiterhaus                                                                                                  | Siedlung Königsgrube ehem. Bergarbeiterhaus                   | Röhlinghausen Am Bollwerk 42 b Karte                              | |         | 06.03.1991       | 204             |
| [[Vorlage:Bilderwunsch/code!/C:51.508216,7.169225!/D:Siedlung Hannover ehem. Bergarbeiterhaus, Bonifatiusstraße 1 / Hordeler Straße!/\|BW]] | Siedlung Hannover ehem. Bergarbeiterhaus                      | Röhlinghausen Bonifatiusstraße 1 / Hordeler Straße Karte          | |         | 06.12.1993       | 488             |
| [[Vorlage:Bilderwunsch/code!/C:51.508679,7.169518!/D:Siedlung Hannover ehem. Bergarbeiterhaus, Bonifatiusstraße 2!/\|BW]]                   | Siedlung Hannover ehem. Bergarbeiterhaus                      | Röhlinghausen Bonifatiusstraße 2 Karte                            | |         | 02.02.1993       | 305             |
| [[Vorlage:Bilderwunsch/code!/C:51.508257,7.16924!/D:Siedlung Hannover ehem. Bergarbeiterhaus, Bonifatiusstraße 3!/\|BW]]                    | Siedlung Hannover ehem. Bergarbeiterhaus                      | Röhlinghausen Bonifatiusstraße 3 Karte                            | |         | 06.12.1993       | 489             |
| [[Vorlage:Bilderwunsch/code!/C:51.508727,7.1695!/D:Siedlung Hannover ehem. Bergarbeiterhaus, Bonifatiusstraße 4!/\|BW]]                     | Siedlung Hannover ehem. Bergarbeiterhaus                      | Röhlinghausen Bonifatiusstraße 4 Karte                            | |         | 27.04.1990       | 101             |
| [[Vorlage:Bilderwunsch/code!/C:51.508309,7.16921!/D:Siedlung Hannover ehem. Bergarbeiterhaus, Bonifatiusstraße 5!/\|BW]]                    | Siedlung Hannover ehem. Bergarbeiterhaus                      | Röhlinghausen Bonifatiusstraße 5 Karte                            | |         | 06.12.1993       | 490             |
| [[Vorlage:Bilderwunsch/code!/C:51.508772,7.169474!/D:Siedlung Hannover ehem. Bergarbeiterhaus, Bonifatiusstraße 6!/\|BW]]                   | Siedlung Hannover ehem. Bergarbeiterhaus                      | Röhlinghausen Bonifatiusstraße 6 Karte                            | |         | 02.02.1993       | 306             |
| [[Vorlage:Bilderwunsch/code!/C:51.508819,7.169464!/D:Siedlung Hannover ehem. Bergarbeiterhaus, Bonifatiusstraße 8!/\|BW]]                   | Siedlung Hannover ehem. Bergarbeiterhaus                      | Röhlinghausen Bonifatiusstraße 8 Karte                            | |         | 02.02.1993       | 307             |
| [[Vorlage:Bilderwunsch/code!/C:51.509063,7.169418!/D:Siedlung Hannover ehem. Kindergarten, Bonifatiusstraße 10!/\|BW]]                      | Siedlung Hannover ehem. Kindergarten                          | Röhlinghausen Bonifatiusstraße 10 Karte                           | |         | 02.02.1993       | 339             |
| [[Vorlage:Bilderwunsch/code!/C:51.508617,7.169109!/D:Siedlung Hannover ehem. Bergarbeiterhaus, Bonifatiusstraße 15!/\|BW]]                  | Siedlung Hannover ehem. Bergarbeiterhaus                      | Röhlinghausen Bonifatiusstraße 15 Karte                           | |         | 06.12.1993       | 491             |
| [[Vorlage:Bilderwunsch/code!/C:51.508672,7.169082!/D:Siedlung Hannover ehem. Bergarbeiterhaus, Bonifatiusstraße 17!/\|BW]]                  | Siedlung Hannover ehem. Bergarbeiterhaus                      | Röhlinghausen Bonifatiusstraße 17 Karte                           | |         | 06.12.1993       | 492             |
| [[Vorlage:Bilderwunsch/code!/C:51.508796,7.168968!/D:Siedlung Hannover ehem. Bergarbeiterhaus, Bonifatiusstraße 19!/\|BW]]                  | Siedlung Hannover ehem. Bergarbeiterhaus                      | Röhlinghausen Bonifatiusstraße 19 Karte                           | |         | 02.02.1993       | 308             |
| [[Vorlage:Bilderwunsch/code!/C:51.508846,7.16895!/D:Siedlung Hannover ehem. Bergarbeiterhaus, Bonifatiusstraße 21!/\|BW]]                   | Siedlung Hannover ehem. Bergarbeiterhaus                      | Röhlinghausen Bonifatiusstraße 21 Karte                           | |         | 02.02.1993       | 309             |
| [[Vorlage:Bilderwunsch/code!/C:51.509145,7.170181!/D:Siedlung Hannover ehem. Bergarbeiterhaus, Bonifatiusstraße 22!/\|BW]]                  | Siedlung Hannover ehem. Bergarbeiterhaus                      | Röhlinghausen Bonifatiusstraße 22 Karte                           | |         | 27.04.1990       | 102             |
| [[Vorlage:Bilderwunsch/code!/C:51.508902,7.168932!/D:Siedlung Hannover ehem. Bergarbeiterhaus, Bonifatiusstraße 23!/\|BW]]                  | Siedlung Hannover ehem. Bergarbeiterhaus                      | Röhlinghausen Bonifatiusstraße 23 Karte                           | |         | 27.04.1990       | 133             |
| [[Vorlage:Bilderwunsch/code!/C:51.509154,7.170257!/D:Siedlung Hannover ehem. Bergarbeiterhaus, Bonifatiusstraße 24!/\|BW]]                  | Siedlung Hannover ehem. Bergarbeiterhaus                      | Röhlinghausen Bonifatiusstraße 24 Karte                           | |         | 27.04.1990       | 103             |
| [[Vorlage:Bilderwunsch/code!/C:51.508954,7.168913!/D:Siedlung Hannover ehem. Bergarbeiterhaus, Bonifatiusstraße 25!/\|BW]]                  | Siedlung Hannover ehem. Bergarbeiterhaus                      | Röhlinghausen Bonifatiusstraße 25 Karte                           | |         | 02.02.1993       | 310             |
| [[Vorlage:Bilderwunsch/code!/C:51.509165,7.170337!/D:Siedlung Hannover ehem. Bergarbeiterhaus, Bonifatiusstraße 26!/\|BW]]                  | Siedlung Hannover ehem. Bergarbeiterhaus                      | Röhlinghausen Bonifatiusstraße 26 Karte                           | |         | 28.11.1991       | 207             |
| [[Vorlage:Bilderwunsch/code!/C:51.50987,7.168925!/D:Siedlung Hannover ehem. Bergarbeiterhaus, Bonifatiusstraße 27!/\|BW]]                   | Siedlung Hannover ehem. Bergarbeiterhaus                      | Röhlinghausen Bonifatiusstraße 27 Karte                           | |         | 02.02.1993       | 311             |
| [[Vorlage:Bilderwunsch/code!/C:51.509177,7.170418!/D:Siedlung Hannover ehem. Bergarbeiterhaus, Bonifatiusstraße 28!/\|BW]]                  | Siedlung Hannover ehem. Bergarbeiterhaus                      | Röhlinghausen Bonifatiusstraße 28 Karte                           | |         | 02.02.1993       | 312             |
| [[Vorlage:Bilderwunsch/code!/C:51.509113,7.168931!/D:Siedlung Hannover ehem. Bergarbeiterhaus, Bonifatiusstraße 29!/\|BW]]                  | Siedlung Hannover ehem. Bergarbeiterhaus                      | Röhlinghausen Bonifatiusstraße 29 Karte                           | |         | 27.04.1990       | 104             |
| [[Vorlage:Bilderwunsch/code!/C:51.509163,7.168921!/D:Siedlung Hannover ehem. Bergarbeiterhaus, Bonifatiusstraße 31!/\|BW]]                  | Siedlung Hannover ehem. Bergarbeiterhaus                      | Röhlinghausen Bonifatiusstraße 31 Karte                           | |         | 27.04.1990       | 105             |
| [[Vorlage:Bilderwunsch/code!/C:51.509324,7.16887!/D:Siedlung Hannover ehem. Bergarbeiterhaus, Bonifatiusstraße 33!/\|BW]]                   | Siedlung Hannover ehem. Bergarbeiterhaus                      | Röhlinghausen Bonifatiusstraße 33 Karte                           | |         | 25.01.1994       | 493             |
| [[Vorlage:Bilderwunsch/code!/C:51.509376,7.168864!/D:Siedlung Hannover ehem. Bergarbeiterhaus, Bonifatiusstraße 35!/\|BW]]                  | Siedlung Hannover ehem. Bergarbeiterhaus                      | Röhlinghausen Bonifatiusstraße 35 Karte                           | |         | 25.01.1994       | 494             |
| [[Vorlage:Bilderwunsch/code!/C:51.509421,7.168822!/D:Siedlung Hannover ehem. Bergarbeiterhaus, Bonifatiusstraße 37!/\|BW]]                  | Siedlung Hannover ehem. Bergarbeiterhaus                      | Röhlinghausen Bonifatiusstraße 37 Karte                           | |         | 25.01.1994       | 495             |
| [[Vorlage:Bilderwunsch/code!/C:51.509471,7.168808!/D:Siedlung Hannover ehem. Bergarbeiterhaus, Bonifatiusstraße 39!/\|BW]]                  | Siedlung Hannover ehem. Bergarbeiterhaus                      | Röhlinghausen Bonifatiusstraße 39 Karte                           | |         | 25.01.1994       | 496             |
| Siedlung Hannoverehem. Bergarbeiterhaus | Siedlung Hannover ehem. Bergarbeiterhaus                      | Röhlinghausen Dahlhauser Straße 8 a Karte                         | |         | 27.01.1994       | 497             |
| Siedlung Hannoverehem. Bergarbeiterhaus | Siedlung Hannover ehem. Bergarbeiterhaus                      | Röhlinghausen Dahlhauser Straße 8 b Karte                         | |         | 27.01.1994       | 498             |
| Siedlung Hannoverehem. Bergarbeiterhaus | Siedlung Hannover ehem. Bergarbeiterhaus                      | Röhlinghausen Dahlhauser Straße 12 a Karte                        | |         | 28.11.1991       | 208             |
| Siedlung Hannoverehem. Bergarbeiterhaus | Siedlung Hannover ehem. Bergarbeiterhaus                      | Röhlinghausen Dahlhauser Straße 12 b Karte                        | |         | 02.02.1993       | 313             |
| Siedlung Hannoverehem. Bergarbeiterhaus | Siedlung Hannover ehem. Bergarbeiterhaus                      | Röhlinghausen Dahlhauser Straße 14 a Karte                        | |         | 27.01.1994       | 499             |
| Siedlung Hannoverehem. Bergarbeiterhaus | Siedlung Hannover ehem. Bergarbeiterhaus                      | Röhlinghausen Dahlhauser Straße 14 b Karte                        | |         | 27.01.1994       | 500             |
| Siedlung Hannoverehem. Bergarbeiterhaus | Siedlung Hannover ehem. Bergarbeiterhaus                      | Röhlinghausen Dahlhauser Straße 17 Karte                          | |         | 27.01.1994       | 501             |
| Siedlung Hannoverehem. Bergarbeiterhaus | Siedlung Hannover ehem. Bergarbeiterhaus                      | Röhlinghausen Dahlhauser Straße 19 Karte                          | |         | 27.01.1994       | 502             |
| Siedlung Hannoverehem. Bergarbeiterhaus | Siedlung Hannover ehem. Bergarbeiterhaus                      | Röhlinghausen Dahlhauser Straße 20 Karte                          | |         | 02.02.1993       | 314             |
| Siedlung Hannoverehem. Bergarbeiterhaus | Siedlung Hannover ehem. Bergarbeiterhaus                      | Röhlinghausen Dahlhauser Straße 20 a Karte                        | |         | 28.11.1991       | 209             |
| Siedlung Hannoverehem. Bergarbeiterhaus | Siedlung Hannover ehem. Bergarbeiterhaus                      | Röhlinghausen Dahlhauser Straße 21 Karte                          | |         | 02.02.1993       | 315             |
| Siedlung Hannoverehem. Bergarbeiterhaus | Siedlung Hannover ehem. Bergarbeiterhaus                      | Röhlinghausen Dahlhauser Straße 22 a Karte                        | |         | 27.04.1990       | 127             |
| Siedlung Hannoverehem. Bergarbeiterhaus | Siedlung Hannover ehem. Bergarbeiterhaus                      | Röhlinghausen Dahlhauser Straße 22 b Karte                        | |         | 27.04.1990       | 127             |
| Siedlung Hannoverehem. Bergarbeiterhaus | Siedlung Hannover ehem. Bergarbeiterhaus                      | Röhlinghausen Dahlhauser Straße 23 Karte                          | |         | 28.11.1991       | 210             |
| Siedlung Hannoverehem. Bergarbeiterhaus | Siedlung Hannover ehem. Bergarbeiterhaus                      | Röhlinghausen Dahlhauser Straße 24 a Karte                        | |         | 02.02.1993       | 316             |
| Siedlung Hannoverehem. Bergarbeiterhaus | Siedlung Hannover ehem. Bergarbeiterhaus                      | Röhlinghausen Dahlhauser Straße 24 b Karte                        | |         | 28.11.1991       | 211             |
| Siedlung Hannoverehem. Bergarbeiterhaus | Siedlung Hannover ehem. Bergarbeiterhaus                      | Röhlinghausen Dahlhauser Straße 33 Karte                          | |         | 27.01.1994       | 503             |
| Siedlung Hannoverehem. Bergarbeiterhaus | Siedlung Hannover ehem. Bergarbeiterhaus                      | Röhlinghausen Dahlhauser Straße 35 Karte                          | |         | 27.01.1994       | 504             |
| Siedlung Hannoverehem. Bergarbeiterhaus | Siedlung Hannover ehem. Bergarbeiterhaus                      | Röhlinghausen Dahlhauser Straße 37 Karte                          | |         | 15.05.1990       | 150             |
| Siedlung Hannoverehem. Bergarbeiterhaus | Siedlung Hannover ehem. Bergarbeiterhaus                      | Röhlinghausen Dahlhauser Straße 39 Karte                          | |         | 02.02.1993       | 317             |
| Fachwerkhaus, Dorstener Straße 279 | Fachwerkhaus, Dorstener Straße 279                            | Wanne-Süd Dorstener Straße 279 Karte                              | Gaststätte Zum alten Fritz am Gahlener Kohlenweg                                                               |         | 23.11.2000       | 646             |
| weitere Bilder | Jüdischer Friedhof                                            | Wanne-Süd Dürerstraße Karte                                       | verschlossen, nicht zugänglich                                                                                 |         | 11.04.2008       | 703             |
| weitere Bilder | Wohngebäude                                                   | Wanne-Süd Dürerstraße 2 Karte                                     | |         | 21.06.1988       | 52              |
| weitere Bilder | Wohn- und Geschäftshaus                                       | Wanne-Süd Dürerstraße 14 Karte                                    | |         | 21.06.1988       | 53              |
| weitere Bilder | ehem. Verwaltungsgebäude der Bogestra, Edmund-Weber-Straße 72 | Röhlinghausen Edmund-Weber-Straße 72 Karte                        | | 1907    | 08.06.1995       | 597             |
| weitere Bilder | Wohngebäude, Edmund-Weber-Straße 237                          | Röhlinghausen Edmund-Weber-Straße 237 Karte                       | |         | 21.06.1988       | 54              |
| weitere Bilder | Hülsmann Brauerei                                             | Eickel Eickeler Markt 1 Karte                                     | ehemalige Hülsmann Brauerei                                                                                    |         | 21.06.1988       | 55              |
| weitere Bilder | Meistertrunk                                                  | Eickel Eickeler Markt 19 Karte                                    | Hotel und Restaurant Meistertrunk                                                                              |         | 21.06.1988       | 55              |
| Siedlung Königsgrubeehem. Bergarbeiterhaus                                                                                                  | Siedlung Königsgrube ehem. Bergarbeiterhaus                   | Röhlinghausen Eisenstraße 2 Karte                                 | |         | 27.08.1993       | 397             |
| Siedlung Königsgrubeehem. Bergarbeiterhaus                                                                                                  | Siedlung Königsgrube ehem. Bergarbeiterhaus                   | Röhlinghausen Eisenstraße 6 a Karte                               | |         | 27.08.1993       | 398             |
| Siedlung Königsgrubeehem. Bergarbeiterhaus                                                                                                  | Siedlung Königsgrube ehem. Bergarbeiterhaus                   | Röhlinghausen Eisenstraße 6 b Karte                               | |         | 27.08.1993       | 399             |
| [[Vorlage:Bilderwunsch/code!/C:51.505508,7.150669!/D:Siedlung Königsgrube ehem. Bergarbeiterhaus, Eisenstraße 6 c!/\|BW]]                   | Siedlung Königsgrube ehem. Bergarbeiterhaus                   | Röhlinghausen Eisenstraße 6 c Karte                               | |         | 27.08.1993       | 400             |
| [[Vorlage:Bilderwunsch/code!/C:51.505432,7.15066!/D:Siedlung Königsgrube ehem. Bergarbeiterhaus, Eisenstraße 6 d!/\|BW]]                    | Siedlung Königsgrube ehem. Bergarbeiterhaus                   | Röhlinghausen Eisenstraße 6 d Karte                               | |         | 27.08.1993       | 401             |
| Siedlung Königsgrubeehem. Bergarbeiterhaus                                                                                                  | Siedlung Königsgrube ehem. Bergarbeiterhaus                   | Röhlinghausen Eisenstraße 11 a Karte                              | |         | 05.02.1992       | 240             |
| Siedlung Königsgrubeehem. Bergarbeiterhaus                                                                                                  | Siedlung Königsgrube ehem. Bergarbeiterhaus                   | Röhlinghausen Eisenstraße 11 b Karte                              | |         | 23.03.1993       | 348             |
| Siedlung Königsgrubeehem. Bergarbeiterhaus                                                                                                  | Siedlung Königsgrube ehem. Bergarbeiterhaus                   | Röhlinghausen Eisenstraße 13 a Karte                              | |         | 05.02.1992       | 241             |
| Siedlung Königsgrubeehem. Bergarbeiterhaus                                                                                                  | Siedlung Königsgrube ehem. Bergarbeiterhaus                   | Röhlinghausen Eisenstraße 13 b Karte                              | |         | 13.02.1992       | 289             |
| Siedlung Königsgrubeehem. Bergarbeiterhaus                                                                                                  | Siedlung Königsgrube ehem. Bergarbeiterhaus                   | Röhlinghausen Eisenstraße 15 a Karte                              | |         | 09.09.1993       | 402             |
| Siedlung Königsgrubeehem. Bergarbeiterhaus                                                                                                  | Siedlung Königsgrube ehem. Bergarbeiterhaus                   | Röhlinghausen Eisenstraße 15 b Karte                              | |         | 09.09.1993       | 403             |
| [[Vorlage:Bilderwunsch/code!/C:51.505163,7.151203!/D:Siedlung Königsgrube ehem. Bergarbeiterhaus, Eisenstraße 15 c!/\|BW]]                  | Siedlung Königsgrube ehem. Bergarbeiterhaus                   | Röhlinghausen Eisenstraße 15 c Karte                              | |         | 09.09.1993       | 404             |
| [[Vorlage:Bilderwunsch/code!/C:51.505093,7.151186!/D:Siedlung Königsgrube ehem. Bergarbeiterhaus, Eisenstraße 15 d!/\|BW]]                  | Siedlung Königsgrube ehem. Bergarbeiterhaus                   | Röhlinghausen Eisenstraße 15 d Karte                              | |         | 09.09.1993       | 405             |
| Siedlung Königsgrubeehem. Bergarbeiterhaus                                                                                                  | Siedlung Königsgrube ehem. Bergarbeiterhaus                   | Röhlinghausen Eisenstraße 17 a Karte                              | |         | 09.09.1993       | 406             |
| [[Vorlage:Bilderwunsch/code!/C:51.5047,7.151053!/D:Siedlung Königsgrube ehem. Bergarbeiterhaus, Eisenstraße 17 b!/\|BW]]                    | Siedlung Königsgrube ehem. Bergarbeiterhaus                   | Röhlinghausen Eisenstraße 17 b Karte                              | |         | 09.09.1993       | 407             |
| [[Vorlage:Bilderwunsch/code!/C:51.509054,7.154456!/D:Siedlung Königsgrube ehem. Bergarbeiterhaus, Friedastraße 1 a!/\|BW]]                  | Siedlung Königsgrube ehem. Bergarbeiterhaus                   | Röhlinghausen Friedastraße 1 a Karte                              | |         | 14.01.1991       | 162             |
| [[Vorlage:Bilderwunsch/code!/C:51.509043,7.15439!/D:Siedlung Königsgrube ehem. Bergarbeiterhaus, Friedastraße 1 b!/\|BW]]                   | Siedlung Königsgrube ehem. Bergarbeiterhaus                   | Röhlinghausen Friedastraße 1 b Karte                              | |         | 23.03.1993       | 349             |
| Siedlung Königsgrubeehem. Bergarbeiterhaus                                                                                                  | Siedlung Königsgrube ehem. Bergarbeiterhaus                   | Röhlinghausen Friedastraße 3 a Karte                              | |         | 23.03.1993       | 350             |
| Siedlung Königsgrubeehem. Bergarbeiterhaus                                                                                                  | Siedlung Königsgrube ehem. Bergarbeiterhaus                   | Röhlinghausen Friedastraße 3 b Karte                              | |         | 23.03.1993       | 350             |
| Siedlung Königsgrubeehem. Bergarbeiterhaus                                                                                                  | Siedlung Königsgrube ehem. Bergarbeiterhaus                   | Röhlinghausen Friedastraße 4 Karte                                | |         | 05.02.1992       | 242             |
| Siedlung Königsgrubeehem. Bergarbeiterhaus                                                                                                  | Siedlung Königsgrube ehem. Bergarbeiterhaus                   | Röhlinghausen Friedastraße 6 Karte                                | |         | 14.01.1991       | 163             |
| Siedlung Königsgrubeehem. Bergarbeiterhaus                                                                                                  | Siedlung Königsgrube ehem. Bergarbeiterhaus                   | Röhlinghausen Friedastraße 8 Karte                                | |         | 14.01.1991       | 164             |
| Siedlung Königsgrubeehem. Bergarbeiterhaus                                                                                                  | Siedlung Königsgrube ehem. Bergarbeiterhaus                   | Röhlinghausen Friedastraße 9 a Karte                              | |         | 05.02.1992       | 243             |
| Siedlung Königsgrubeehem. Bergarbeiterhaus                                                                                                  | Siedlung Königsgrube ehem. Bergarbeiterhaus                   | Röhlinghausen Friedastraße 9 b Karte                              | |         | 05.02.1992       | 244             |
| Siedlung Königsgrubeehem. Bergarbeiterhaus                                                                                                  | Siedlung Königsgrube ehem. Bergarbeiterhaus                   | Röhlinghausen Friedastraße 10 Karte                               | |         | 23.03.1993       | 351             |
| Siedlung Königsgrubeehem. Bergarbeiterhaus                                                                                                  | Siedlung Königsgrube ehem. Bergarbeiterhaus                   | Röhlinghausen Friedastraße 11 a Karte                             | |         | 05.02.1992       | 245             |
| Siedlung Königsgrubeehem. Bergarbeiterhaus                                                                                                  | Siedlung Königsgrube ehem. Bergarbeiterhaus                   | Röhlinghausen Friedastraße 11 b Karte                             | |         | 05.02.1992       | 246             |
| Siedlung Königsgrubeehem. Bergarbeiterhaus                                                                                                  | Siedlung Königsgrube ehem. Bergarbeiterhaus                   | Röhlinghausen Friedastraße 12 Karte                               | |         | 05.02.1992       | 247             |
| Siedlung Königsgrubeehem. Bergarbeiterhaus                                                                                                  | Siedlung Königsgrube ehem. Bergarbeiterhaus                   | Röhlinghausen Friedastraße 13 a Karte                             | |         | 14.01.1991       | 165             |
| Siedlung Königsgrubeehem. Bergarbeiterhaus                                                                                                  | Siedlung Königsgrube ehem. Bergarbeiterhaus                   | Röhlinghausen Friedastraße 13 b Karte                             | |         | 05.02.1992       | 248             |
| Siedlung Königsgrubeehem. Bergarbeiterhaus                                                                                                  | Siedlung Königsgrube ehem. Bergarbeiterhaus                   | Röhlinghausen Friedastraße 14 Karte                               | |         | 23.03.1993       | 352             |
| Siedlung Königsgrubeehem. Bergarbeiterhaus                                                                                                  | Siedlung Königsgrube ehem. Bergarbeiterhaus                   | Röhlinghausen Friedastraße 15 a Karte                             | |         | 23.03.1993       | 353             |
| Siedlung Königsgrubeehem. Bergarbeiterhaus                                                                                                  | Siedlung Königsgrube ehem. Bergarbeiterhaus                   | Röhlinghausen Friedastraße 15 b Karte                             | |         | 23.03.1993       | 353             |
| Siedlung Königsgrubeehem. Bergarbeiterhaus                                                                                                  | Siedlung Königsgrube ehem. Bergarbeiterhaus                   | Röhlinghausen Friedastraße 16 Karte                               | |         | 13.09.1993       | 408             |
| Siedlung Königsgrubeehem. Bergarbeiterhaus                                                                                                  | Siedlung Königsgrube ehem. Bergarbeiterhaus                   | Röhlinghausen Friedastraße 17 Karte                               | |         | 05.02.1992       | 249             |
| Siedlung Königsgrubeehem. Bergarbeiterhaus                                                                                                  | Siedlung Königsgrube ehem. Bergarbeiterhaus                   | Röhlinghausen Friedastraße 18 Karte                               | |         | 13.09.1993       | 409             |
| Siedlung Königsgrubeehem. Bergarbeiterhaus                                                                                                  | Siedlung Königsgrube ehem. Bergarbeiterhaus                   | Röhlinghausen Friedastraße 19 a Karte                             | |         | 23.03.1993       | 354             |
| Siedlung Königsgrubeehem. Bergarbeiterhaus                                                                                                  | Siedlung Königsgrube ehem. Bergarbeiterhaus                   | Röhlinghausen Friedastraße 19 b Karte                             | |         | 23.03.1993       | 354             |
| Siedlung Königsgrubeehem. Bergarbeiterhaus                                                                                                  | Siedlung Königsgrube ehem. Bergarbeiterhaus                   | Röhlinghausen Friedastraße 21 a Karte                             | |         | 15.09.1993       | 410             |
| Siedlung Königsgrubeehem. Bergarbeiterhaus                                                                                                  | Siedlung Königsgrube ehem. Bergarbeiterhaus                   | Röhlinghausen Friedastraße 21 b Karte                             | |         | 15.09.1993       | 411             |
| Siedlung Königsgrubeehem. Bergarbeiterhaus                                                                                                  | Siedlung Königsgrube ehem. Bergarbeiterhaus                   | Röhlinghausen Friedastraße 23 Karte                               | |         | 15.09.1993       | 412             |
| Siedlung Königsgrubeehem. Bergarbeiterhaus                                                                                                  | Siedlung Königsgrube ehem. Bergarbeiterhaus                   | Röhlinghausen Günnigfelder Straße 7 Karte                         | |         | 07.10.1993       | 440             |
| Siedlung Königsgrubeehem. Bergarbeiterhaus                                                                                                  | Siedlung Königsgrube ehem. Bergarbeiterhaus                   | Röhlinghausen Günnigfelder Straße 8 Karte                         | |         | 07.10.1993       | 442             |
| Siedlung Königsgrubeehem. Bergarbeiterhaus                                                                                                  | Siedlung Königsgrube ehem. Bergarbeiterhaus                   | Röhlinghausen Günnigfelder Straße 9 Karte                         | |         | 07.10.1993       | 441             |
| Siedlung Königsgrubeehem. Bergarbeiterhaus                                                                                                  | Siedlung Königsgrube ehem. Bergarbeiterhaus                   | Röhlinghausen Günnigfelder Straße 10 Karte                        | |         | 07.10.1993       | 443             |
| Siedlung Königsgrubeehem. Bergarbeiterhaus                                                                                                  | Siedlung Königsgrube ehem. Bergarbeiterhaus                   | Röhlinghausen Günnigfelder Straße 11 Karte                        | |         | 23.03.1993       | 363             |
| Siedlung Königsgrubeehem. Bergarbeiterhaus                                                                                                  | Siedlung Königsgrube ehem. Bergarbeiterhaus                   | Röhlinghausen Günnigfelder Straße 12 Karte                        | |         | 23.03.1993       | 364             |
| Siedlung Königsgrubeehem. Bergarbeiterhaus                                                                                                  | Siedlung Königsgrube ehem. Bergarbeiterhaus                   | Röhlinghausen Günnigfelder Straße 13 Karte                        | |         | 14.01.1991       | 166             |
| Siedlung Königsgrubeehem. Bergarbeiterhaus                                                                                                  | Siedlung Königsgrube ehem. Bergarbeiterhaus                   | Röhlinghausen Günnigfelder Straße 14 Karte                        | |         | 14.01.1991       | 167             |
| Siedlung Königsgrubeehem. Bergarbeiterhaus                                                                                                  | Siedlung Königsgrube ehem. Bergarbeiterhaus                   | Röhlinghausen Günnigfelder Straße 15 Karte                        | |         | 07.10.1993       | 444             |
| Siedlung Königsgrubeehem. Bergarbeiterhaus                                                                                                  | Siedlung Königsgrube ehem. Bergarbeiterhaus                   | Röhlinghausen Günnigfelder Straße 16 Karte                        | |         | 07.10.1993       | 446             |
| Siedlung Königsgrubeehem. Bergarbeiterhaus                                                                                                  | Siedlung Königsgrube ehem. Bergarbeiterhaus                   | Röhlinghausen Günnigfelder Straße 17 Karte                        | |         | 07.10.1993       | 445             |
| Siedlung Königsgrubeehem. Bergarbeiterhaus                                                                                                  | Siedlung Königsgrube ehem. Bergarbeiterhaus                   | Röhlinghausen Günnigfelder Straße 18/20 Karte                     | |         | 27.04.1994       | 574             |
| Siedlung Königsgrubeehem. Bergarbeiterhaus                                                                                                  | Siedlung Königsgrube ehem. Bergarbeiterhaus                   | Röhlinghausen Günnigfelder Straße 19 a Karte                      | |         | 07.10.1993       | 447             |
| Siedlung Königsgrubeehem. Bergarbeiterhaus                                                                                                  | Siedlung Königsgrube ehem. Bergarbeiterhaus                   | Röhlinghausen Günnigfelder Straße 19 b Karte                      | |         | 07.10.1993       | 448             |
| Siedlung Königsgrubeehem. Bergarbeiterhaus                                                                                                  | Siedlung Königsgrube ehem. Bergarbeiterhaus                   | Röhlinghausen Günnigfelder Straße 21 a Karte                      | |         | 11.10.1993       | 449             |
| Siedlung Königsgrubeehem. Bergarbeiterhaus                                                                                                  | Siedlung Königsgrube ehem. Bergarbeiterhaus                   | Röhlinghausen Günnigfelder Straße 21 b Karte                      | |         | 11.10.1993       | 450             |
| Siedlung Königsgrubeehem. Bergarbeiterhaus                                                                                                  | Siedlung Königsgrube ehem. Bergarbeiterhaus                   | Röhlinghausen Günnigfelder Straße 23 a/b Karte                    | |         | 02.10.1993       | 451             |
| Siedlung Königsgrubeehem. Bergarbeiterhaus                                                                                                  | Siedlung Königsgrube ehem. Bergarbeiterhaus                   | Röhlinghausen Günnigfelder Straße 25 a Karte                      | |         | 02.11.1993       | 452             |
| Siedlung Königsgrubeehem. Bergarbeiterhaus                                                                                                  | Siedlung Königsgrube ehem. Bergarbeiterhaus                   | Röhlinghausen Günnigfelder Straße 25 b Karte                      | |         | 02.11.1993       | 453             |
| Siedlung Königsgrubeehem. Bergarbeiterhaus                                                                                                  | Siedlung Königsgrube ehem. Bergarbeiterhaus                   | Röhlinghausen Günnigfelder Straße 27 a Karte                      | |         | 02.11.1993       | 454             |
| Siedlung Königsgrubeehem. Bergarbeiterhaus                                                                                                  | Siedlung Königsgrube ehem. Bergarbeiterhaus                   | Röhlinghausen Günnigfelder Straße 27 b Karte                      | |         | 02.11.1993       | 454             |
| Siedlung Königsgrubeehem. Bergarbeiterhaus                                                                                                  | Siedlung Königsgrube ehem. Bergarbeiterhaus                   | Röhlinghausen Günnigfelder Straße 29 a Karte                      | |         | 23.03.1993       | 365             |
| Siedlung Königsgrubeehem. Bergarbeiterhaus                                                                                                  | Siedlung Königsgrube ehem. Bergarbeiterhaus                   | Röhlinghausen Günnigfelder Straße 29 b Karte                      | |         | 05.02.1992       | 259             |
| Siedlung Königsgrubeehem. Bergarbeiterhaus                                                                                                  | Siedlung Königsgrube ehem. Bergarbeiterhaus                   | Röhlinghausen Günnigfelder Straße 31 Karte                        | |         | 05.02.1992       | 260             |
| Siedlung Königsgrubeehem. Bergarbeiterhaus                                                                                                  | Siedlung Königsgrube ehem. Bergarbeiterhaus                   | Röhlinghausen Gustavstraße 1 Karte                                | |         | 14.01.1991       | 168             |
| Siedlung Königsgrubeehem. Bergarbeiterhaus                                                                                                  | Siedlung Königsgrube ehem. Bergarbeiterhaus                   | Röhlinghausen Gustavstraße 2 a Karte                              | |         | 27.09.1993       | 413             |
| Siedlung Königsgrubeehem. Bergarbeiterhaus                                                                                                  | Siedlung Königsgrube ehem. Bergarbeiterhaus                   | Röhlinghausen Gustavstraße 2 b Karte                              | |         | 27.09.1993       | 414             |
| Siedlung Königsgrubeehem. Bergarbeiterhaus                                                                                                  | Siedlung Königsgrube ehem. Bergarbeiterhaus                   | Röhlinghausen Gustavstraße 3 a Karte                              | |         | 14.01.1991       | 168             |
| Siedlung Königsgrubeehem. Bergarbeiterhaus                                                                                                  | Siedlung Königsgrube ehem. Bergarbeiterhaus                   | Röhlinghausen Gustavstraße 3 b Karte                              | |         | 14.01.1991       | 169             |
| Siedlung Königsgrubeehem. Bergarbeiterhaus                                                                                                  | Siedlung Königsgrube ehem. Bergarbeiterhaus                   | Röhlinghausen Gustavstraße 4 Karte                                | |         | 27.09.1993       | 415             |
| Siedlung Königsgrubeehem. Bergarbeiterhaus                                                                                                  | Siedlung Königsgrube ehem. Bergarbeiterhaus                   | Röhlinghausen Gustavstraße 5 Karte                                | |         | 25.04.1994       | 569             |
| Siedlung Königsgrubeehem. Bergarbeiterhaus                                                                                                  | Siedlung Königsgrube ehem. Bergarbeiterhaus                   | Röhlinghausen Gustavstraße 6 a Karte                              | |         | 28.09.1993       | 416             |
| Siedlung Königsgrubeehem. Bergarbeiterhaus                                                                                                  | Siedlung Königsgrube ehem. Bergarbeiterhaus                   | Röhlinghausen Gustavstraße 6 b Karte                              | |         | 28.09.1993       | 417             |
| Siedlung Königsgrubeehem. Bergarbeiterhaus                                                                                                  | Siedlung Königsgrube ehem. Bergarbeiterhaus                   | Röhlinghausen Gustavstraße 7 a Karte                              | |         | 25.04.1994       | 570             |
| Siedlung Königsgrubeehem. Bergarbeiterhaus                                                                                                  | Siedlung Königsgrube ehem. Bergarbeiterhaus                   | Röhlinghausen Gustavstraße 7 b Karte                              | |         | 25.04.1994       | 571             |
| Siedlung Königsgrubeehem. Bergarbeiterhaus                                                                                                  | Siedlung Königsgrube ehem. Bergarbeiterhaus                   | Röhlinghausen Gustavstraße 8 a Karte                              | |         | 28.09.1993       | 418             |
| Siedlung Königsgrubeehem. Bergarbeiterhaus                                                                                                  | Siedlung Königsgrube ehem. Bergarbeiterhaus                   | Röhlinghausen Gustavstraße 8 b Karte                              | |         | 28.09.1993       | 419             |
| Siedlung Königsgrubeehem. Bergarbeiterhaus                                                                                                  | Siedlung Königsgrube ehem. Bergarbeiterhaus                   | Röhlinghausen Gustavstraße 13 a, b Karte                          | |         | 05.02.1992       | 250             |
| Siedlung Königsgrubeehem. Bergarbeiterhaus                                                                                                  | Siedlung Königsgrube ehem. Bergarbeiterhaus                   | Röhlinghausen Gustavstraße 15 Karte                               | |         | 05.02.1992       | 251             |
| Siedlung Königsgrubeehem. Bergarbeiterhaus                                                                                                  | Siedlung Königsgrube ehem. Bergarbeiterhaus                   | Röhlinghausen Gustavstraße 17 Karte                               | |         | 27.04.1994       | 572             |
| Siedlung Königsgrubeehem. Bergarbeiterhaus                                                                                                  | Siedlung Königsgrube ehem. Bergarbeiterhaus                   | Röhlinghausen Gustavstraße 18 Karte                               | |         | 29.09.1993       | 420             |
| Siedlung Königsgrubeehem. Bergarbeiterhaus                                                                                                  | Siedlung Königsgrube ehem. Bergarbeiterhaus                   | Röhlinghausen Gustavstraße 19 Karte                               | |         | 27.04.1994       | 573             |
| Siedlung Königsgrubeehem. Bergarbeiterhaus                                                                                                  | Siedlung Königsgrube ehem. Bergarbeiterhaus                   | Röhlinghausen Gustavstraße 20 Karte                               | |         | 29.09.1993       | 421             |
| Siedlung Königsgrubeehem. Bergarbeiterhaus                                                                                                  | Siedlung Königsgrube ehem. Bergarbeiterhaus                   | Röhlinghausen Gustavstraße 21 a Karte                             | |         | 23.03.1993       | 355             |
| Siedlung Königsgrubeehem. Bergarbeiterhaus                                                                                                  | Siedlung Königsgrube ehem. Bergarbeiterhaus                   | Röhlinghausen Gustavstraße 21 b Karte                             | |         | 23.03.1993       | 356             |
| Siedlung Königsgrubeehem. Bergarbeiterhaus                                                                                                  | Siedlung Königsgrube ehem. Bergarbeiterhaus                   | Röhlinghausen Gustavstraße 21 c Karte                             | |         | 23.03.1993       | 357             |
| Siedlung Königsgrubeehem. Bergarbeiterhaus                                                                                                  | Siedlung Königsgrube ehem. Bergarbeiterhaus                   | Röhlinghausen Gustavstraße 21 d Karte                             | |         | 05.02.1992       | 252             |
| Siedlung Königsgrubeehem. Bergarbeiterhaus                                                                                                  | Siedlung Königsgrube ehem. Bergarbeiterhaus                   | Röhlinghausen Gustavstraße 22 a/b Karte                           | |         | 29.09.1993       | 422             |
| Siedlung Königsgrubeehem. Bergarbeiterhaus                                                                                                  | Siedlung Königsgrube ehem. Bergarbeiterhaus                   | Röhlinghausen Gustavstraße 22 c/d Karte                           | |         | 29.09.1993       | 423             |
| Siedlung Königsgrubeehem. Bergarbeiterhaus                                                                                                  | Siedlung Königsgrube ehem. Bergarbeiterhaus                   | Röhlinghausen Gustavstraße 23 Karte                               | |         | 05.02.1992       | 253             |
| Siedlung Königsgrubeehem. Bergarbeiterhaus                                                                                                  | Siedlung Königsgrube ehem. Bergarbeiterhaus                   | Röhlinghausen Gustavstraße 23 a Karte                             | |         | 05.02.1992       | 254             |
| Siedlung Königsgrubeehem. Bergarbeiterhaus                                                                                                  | Siedlung Königsgrube ehem. Bergarbeiterhaus                   | Röhlinghausen Gustavstraße 23 b Karte                             | |         | 14.01.1991       | 170             |
| Siedlung Königsgrubeehem. Bergarbeiterhaus                                                                                                  | Siedlung Königsgrube ehem. Bergarbeiterhaus                   | Röhlinghausen Gustavstraße 24 a Karte                             | |         | 29.09.1993       | 424             |
| [[Vorlage:Bilderwunsch/code!/C:51.507895,7.152003!/D:Siedlung Königsgrube ehem. Bergarbeiterhaus, Gustavstraße 24 b!/\|BW]]                 | Siedlung Königsgrube ehem. Bergarbeiterhaus                   | Röhlinghausen Gustavstraße 24 b Karte                             | |         | 29.09.1993       | 425             |
| [[Vorlage:Bilderwunsch/code!/C:51.507857,7.152013!/D:Siedlung Königsgrube ehem. Bergarbeiterhaus, Gustavstraße 24 c!/\|BW]]                 | Siedlung Königsgrube ehem. Bergarbeiterhaus                   | Röhlinghausen Gustavstraße 24 c Karte                             | |         | 29.09.1993       | 426             |
| [[Vorlage:Bilderwunsch/code!/C:51.507812,7.152031!/D:Siedlung Königsgrube ehem. Bergarbeiterhaus, Gustavstraße 24 d!/\|BW]]                 | Siedlung Königsgrube ehem. Bergarbeiterhaus                   | Röhlinghausen Gustavstraße 24 d Karte                             | |         | 29.09.1993       | 427             |
| Siedlung Königsgrubeehem. Bergarbeiterhaus                                                                                                  | Siedlung Königsgrube ehem. Bergarbeiterhaus                   | Röhlinghausen Gustavstraße 25 a Karte                             | |         | 30.09.1993       | 428             |
| Siedlung Königsgrubeehem. Bergarbeiterhaus                                                                                                  | Siedlung Königsgrube ehem. Bergarbeiterhaus                   | Röhlinghausen Gustavstraße 25 b Karte                             | |         | 30.09.1993       | 428             |
| Siedlung Königsgrubeehem. Bergarbeiterhaus                                                                                                  | Siedlung Königsgrube ehem. Bergarbeiterhaus                   | Röhlinghausen Gustavstraße 26 a Karte                             | |         | 30.09.1993       | 429             |
| Siedlung Königsgrubeehem. Bergarbeiterhaus                                                                                                  | Siedlung Königsgrube ehem. Bergarbeiterhaus                   | Röhlinghausen Gustavstraße 26 b Karte                             | |         | 30.09.1993       | 430             |
| Siedlung Königsgrubeehem. Bergarbeiterhaus                                                                                                  | Siedlung Königsgrube ehem. Bergarbeiterhaus                   | Röhlinghausen Gustavstraße 27 a Karte                             | |         | 23.03.1993       | 358             |
| Siedlung Königsgrubeehem. Bergarbeiterhaus                                                                                                  | Siedlung Königsgrube ehem. Bergarbeiterhaus                   | Röhlinghausen Gustavstraße 27 b Karte                             | |         | 05.02.1992       | 255             |
| Siedlung Königsgrubeehem. Bergarbeiterhaus                                                                                                  | Siedlung Königsgrube ehem. Bergarbeiterhaus                   | Röhlinghausen Gustavstraße 28 a Karte                             | |         | 01.10.1993       | 431             |
| Siedlung Königsgrubeehem. Bergarbeiterhaus                                                                                                  | Siedlung Königsgrube ehem. Bergarbeiterhaus                   | Röhlinghausen Gustavstraße 28 b Karte                             | |         | 01.10.1993       | 432             |
| Siedlung Königsgrubeehem. Bergarbeiterhaus                                                                                                  | Siedlung Königsgrube ehem. Bergarbeiterhaus                   | Röhlinghausen Gustavstraße 29 a Karte                             | |         | 05.02.1992       | 256             |
| Siedlung Königsgrubeehem. Bergarbeiterhaus                                                                                                  | Siedlung Königsgrube ehem. Bergarbeiterhaus                   | Röhlinghausen Gustavstraße 29 b Karte                             | |         | 23.03.1993       | 359             |
| Siedlung Königsgrubeehem. Bergarbeiterhaus                                                                                                  | Siedlung Königsgrube ehem. Bergarbeiterhaus                   | Röhlinghausen Gustavstraße 30 a Karte                             | |         | 14.01.1991       | 171             |
| Siedlung Königsgrubeehem. Bergarbeiterhaus                                                                                                  | Siedlung Königsgrube ehem. Bergarbeiterhaus                   | Röhlinghausen Gustavstraße 30 b Karte                             | |         | 14.01.1991       | 171             |
| Siedlung Königsgrubeehem. Bergarbeiterhaus                                                                                                  | Siedlung Königsgrube ehem. Bergarbeiterhaus                   | Röhlinghausen Gustavstraße 32 a Karte                             | |         | 23.03.1993       | 360             |
| Siedlung Königsgrubeehem. Bergarbeiterhaus                                                                                                  | Siedlung Königsgrube ehem. Bergarbeiterhaus                   | Röhlinghausen Gustavstraße 32 b Karte                             | |         | 05.02.1992       | 257             |
| Siedlung Königsgrubeehem. Bergarbeiterhaus                                                                                                  | Siedlung Königsgrube ehem. Bergarbeiterhaus                   | Röhlinghausen Gustavstraße 35 a Karte                             | |         | 14.01.1991       | 172             |
| Siedlung Königsgrubeehem. Bergarbeiterhaus                                                                                                  | Siedlung Königsgrube ehem. Bergarbeiterhaus                   | Röhlinghausen Gustavstraße 35 b Karte                             | |         | 14.01.1991       | 173             |
| Siedlung Königsgrubeehem. Bergarbeiterhaus                                                                                                  | Siedlung Königsgrube ehem. Bergarbeiterhaus                   | Röhlinghausen Gustavstraße 36 a Karte                             | |         | 05.02.1992       | 258             |
| Siedlung Königsgrubeehem. Bergarbeiterhaus                                                                                                  | Siedlung Königsgrube ehem. Bergarbeiterhaus                   | Röhlinghausen Gustavstraße 36 b Karte                             | |         | 14.01.1991       | 174             |
| Siedlung Königsgrubeehem. Bergarbeiterhaus                                                                                                  | Siedlung Königsgrube ehem. Bergarbeiterhaus                   | Röhlinghausen Gustavstraße 38 a Karte                             | |         | 23.03.1993       | 361             |
| Siedlung Königsgrubeehem. Bergarbeiterhaus                                                                                                  | Siedlung Königsgrube ehem. Bergarbeiterhaus                   | Röhlinghausen Gustavstraße 38 b Karte                             | |         | 23.03.1993       | 362             |
| Siedlung Königsgrubeehem. Bergarbeiterhaus                                                                                                  | Siedlung Königsgrube ehem. Bergarbeiterhaus                   | Röhlinghausen Gustavstraße 41 a Karte                             | |         | 01.10.1993       | 433             |
| Siedlung Königsgrubeehem. Bergarbeiterhaus                                                                                                  | Siedlung Königsgrube ehem. Bergarbeiterhaus                   | Röhlinghausen Gustavstraße 41 b Karte                             | |         | 01.10.1993       | 434             |
| Siedlung Königsgrubeehem. Bergarbeiterhaus                                                                                                  | Siedlung Königsgrube ehem. Bergarbeiterhaus                   | Röhlinghausen Gustavstraße 43 a Karte                             | |         | 04.10.1993       | 435             |
| Siedlung Königsgrubeehem. Bergarbeiterhaus                                                                                                  | Siedlung Königsgrube ehem. Bergarbeiterhaus                   | Röhlinghausen Gustavstraße 43 b Karte                             | |         | 04.10.1993       | 436             |
| Siedlung Königsgrubeehem. Bergarbeiterhaus                                                                                                  | Siedlung Königsgrube ehem. Bergarbeiterhaus                   | Röhlinghausen Gustavstraße 44 a Karte                             | |         | 06.10.1993       | 437             |
| Siedlung Königsgrubeehem. Bergarbeiterhaus                                                                                                  | Siedlung Königsgrube ehem. Bergarbeiterhaus                   | Röhlinghausen Gustavstraße 44 b Karte                             | |         | 06.10.1993       | 438             |
| [[Vorlage:Bilderwunsch/code!/C:51.504401,7.151515!/D:Siedlung Königsgrube ehem. Bergarbeiterhaus, Gustavstraße 44 d!/\|BW]]                 | Siedlung Königsgrube ehem. Bergarbeiterhaus                   | Röhlinghausen Gustavstraße 44 d Karte                             | |         | 06.10.1993       | 439             |
| [[Vorlage:Bilderwunsch/code!/C:51.507261,7.155053!/D:Siedlung Königsgrube ehem. Bergarbeiterhaus, Hannoverstraße 8 a!/\|BW]]                | Siedlung Königsgrube ehem. Bergarbeiterhaus                   | Röhlinghausen Hannoverstraße 8 a Karte                            | |         | 05.02.1992       | 261             |
| [[Vorlage:Bilderwunsch/code!/C:51.507197,7.155108!/D:Siedlung Königsgrube ehem. Bergarbeiterhaus, Hannoverstraße 8 b!/\|BW]]                | Siedlung Königsgrube ehem. Bergarbeiterhaus                   | Röhlinghausen Hannoverstraße 8 b Karte                            | |         | 23.03.1993       | 366             |
| Siedlung Königsgrubeehem. Bergarbeiterhaus                                                                                                  | Siedlung Königsgrube ehem. Bergarbeiterhaus                   | Röhlinghausen Hannoverstraße 9 Karte                              | |         | 14.01.1991       | 175             |
| Siedlung Königsgrubeehem. Bergarbeiterhaus                                                                                                  | Siedlung Königsgrube ehem. Bergarbeiterhaus                   | Röhlinghausen Hannoverstraße 10 a Karte                           | |         | 04.11.1993       | 455             |
| Siedlung Königsgrubeehem. Bergarbeiterhaus                                                                                                  | Siedlung Königsgrube ehem. Bergarbeiterhaus                   | Röhlinghausen Hannoverstraße 10 b Karte                           | |         | 04.11.1993       | 455             |
| Siedlung Königsgrubeehem. Bergarbeiterhaus                                                                                                  | Siedlung Königsgrube ehem. Bergarbeiterhaus                   | Röhlinghausen Hannoverstraße 11 Karte                             | |         | 23.03.1993       | 367             |
| Siedlung Königsgrubeehem. Bergarbeiterhaus                                                                                                  | Siedlung Königsgrube ehem. Bergarbeiterhaus                   | Röhlinghausen Hannoverstraße 12 a Karte                           | |         | 14.01.1991       | 176             |
| Siedlung Königsgrubeehem. Bergarbeiterhaus                                                                                                  | Siedlung Königsgrube ehem. Bergarbeiterhaus                   | Röhlinghausen Hannoverstraße 12 b Karte                           | |         | 14.01.1991       | 177             |
| Siedlung Königsgrubeehem. Bergarbeiterhaus                                                                                                  | Siedlung Königsgrube ehem. Bergarbeiterhaus                   | Röhlinghausen Hannoverstraße 13 Karte                             | |         | 23.03.1993       | 368             |
| Siedlung Königsgrubeehem. Bergarbeiterhaus                                                                                                  | Siedlung Königsgrube ehem. Bergarbeiterhaus                   | Röhlinghausen Hannoverstraße 14 a Karte                           | |         | 23.03.1993       | 369             |
| Siedlung Königsgrubeehem. Bergarbeiterhaus                                                                                                  | Siedlung Königsgrube ehem. Bergarbeiterhaus                   | Röhlinghausen Hannoverstraße 14 b Karte                           | |         | 05.02.1992       | 262             |
| Siedlung Königsgrubeehem. Bergarbeiterhaus                                                                                                  | Siedlung Königsgrube ehem. Bergarbeiterhaus                   | Röhlinghausen Hannoverstraße 15 Karte                             | |         | 05.02.1992       | 263             |
| Siedlung Königsgrubeehem. Bergarbeiterhaus                                                                                                  | Siedlung Königsgrube ehem. Bergarbeiterhaus                   | Röhlinghausen Hannoverstraße 16 a Karte                           | |         | 14.01.1991       | 178             |
| Siedlung Königsgrubeehem. Bergarbeiterhaus                                                                                                  | Siedlung Königsgrube ehem. Bergarbeiterhaus                   | Röhlinghausen Hannoverstraße 16 b Karte                           | |         | 23.03.1993       | 370             |
| Siedlung Königsgrubeehem. Bergarbeiterhaus                                                                                                  | Siedlung Königsgrube ehem. Bergarbeiterhaus                   | Röhlinghausen Hannoverstraße 17 Karte                             | |         | 23.03.1993       | 371             |
| [[Vorlage:Bilderwunsch/code!/C:51.506763,7.15615!/D:Siedlung Königsgrube ehem. Bergarbeiterhaus, Hannoverstraße 19!/\|BW]]                  | Siedlung Königsgrube ehem. Bergarbeiterhaus                   | Röhlinghausen Hannoverstraße 19 Karte                             | |         | 14.01.1991       | 179             |
| Siedlung Königsgrubeehem. Bergarbeiterhaus                                                                                                  | Siedlung Königsgrube ehem. Bergarbeiterhaus                   | Röhlinghausen Hasenhorst 1 Karte                                  | |         | 23.03.1993       | 372             |
| Siedlung Königsgrubeehem. Bergarbeiterhaus                                                                                                  | Siedlung Königsgrube ehem. Bergarbeiterhaus                   | Röhlinghausen Hasenhorst 2 a Karte                                | |         | 23.03.1993       | 374             |
| Siedlung Königsgrubeehem. Bergarbeiterhaus                                                                                                  | Siedlung Königsgrube ehem. Bergarbeiterhaus                   | Röhlinghausen Hasenhorst 2 b Karte                                | |         | 05.02.1992       | 264             |
| Siedlung Königsgrubeehem. Bergarbeiterhaus                                                                                                  | Siedlung Königsgrube ehem. Bergarbeiterhaus                   | Röhlinghausen Hasenhorst 3 a Karte                                | |         | 23.03.1993       | 373             |
| Siedlung Königsgrubeehem. Bergarbeiterhaus                                                                                                  | Siedlung Königsgrube ehem. Bergarbeiterhaus                   | Röhlinghausen Hasenhorst 3 b Karte                                | |         | 05.02.1992       | 265             |
| Siedlung Königsgrubeehem. Bergarbeiterhaus                                                                                                  | Siedlung Königsgrube ehem. Bergarbeiterhaus                   | Röhlinghausen Hasenhorst 4 Karte                                  | |         | 23.03.1993       | 375             |
| Siedlung Königsgrubeehem. Bergarbeiterhaus                                                                                                  | Siedlung Königsgrube ehem. Bergarbeiterhaus                   | Röhlinghausen Hasenhorst 5 Karte                                  | |         | 14.01.1991       | 180             |
| Siedlung Königsgrubeehem. Bergarbeiterhaus                                                                                                  | Siedlung Königsgrube ehem. Bergarbeiterhaus                   | Röhlinghausen Hasenhorst 6 Karte                                  | |         | 05.02.1992       | 266             |
| Siedlung Königsgrubeehem. Bergarbeiterhaus                                                                                                  | Siedlung Königsgrube ehem. Bergarbeiterhaus                   | Röhlinghausen Hasenhorst 7 a Karte                                | |         | 23.03.1993       | 376             |
| Siedlung Königsgrubeehem. Bergarbeiterhaus                                                                                                  | Siedlung Königsgrube ehem. Bergarbeiterhaus                   | Röhlinghausen Hasenhorst 7 b Karte                                | |         | 23.03.1993       | 376             |
| Siedlung Königsgrubeehem. Bergarbeiterhaus                                                                                                  | Siedlung Königsgrube ehem. Bergarbeiterhaus                   | Röhlinghausen Hasenhorst 8 Karte                                  | |         | 14.01.1991       | 181             |
| Siedlung Königsgrubeehem. Bergarbeiterhaus                                                                                                  | Siedlung Königsgrube ehem. Bergarbeiterhaus                   | Röhlinghausen Hasenhorst 9 Karte                                  | |         | 04.11.1993       | 456             |
| Siedlung Königsgrubeehem. Bergarbeiterhaus                                                                                                  | Siedlung Königsgrube ehem. Bergarbeiterhaus                   | Röhlinghausen Hasenhorst 10 Karte                                 | |         | 05.02.1992       | 267             |
| Siedlung Königsgrubeehem. Bergarbeiterhaus                                                                                                  | Siedlung Königsgrube ehem. Bergarbeiterhaus                   | Röhlinghausen Hasenhorst 11 Karte                                 | |         | 04.11.1993       | 457             |
| Siedlung Königsgrubeehem. Bergarbeiterhaus                                                                                                  | Siedlung Königsgrube ehem. Bergarbeiterhaus                   | Röhlinghausen Hasenhorst 12 Karte                                 | |         | 23.03.1993       | 377             |
| Siedlung Königsgrubeehem. Bergarbeiterhaus                                                                                                  | Siedlung Königsgrube ehem. Bergarbeiterhaus                   | Röhlinghausen Hasenhorst 13 Karte                                 | |         | 04.11.1993       | 458             |
| Siedlung Königsgrubeehem. Bergarbeiterhaus                                                                                                  | Siedlung Königsgrube ehem. Bergarbeiterhaus                   | Röhlinghausen Hasenhorst 14 Karte                                 | |         | 04.11.1993       | 461             |
| Siedlung Königsgrubeehem. Bergarbeiterhaus                                                                                                  | Siedlung Königsgrube ehem. Bergarbeiterhaus                   | Röhlinghausen Hasenhorst 15 a Karte                               | |         | 04.11.1993       | 459             |
| Siedlung Königsgrubeehem. Bergarbeiterhaus                                                                                                  | Siedlung Königsgrube ehem. Bergarbeiterhaus                   | Röhlinghausen Hasenhorst 15 b Karte                               | |         | 04.11.1993       | 460             |
| Siedlung Königsgrubeehem. Bergarbeiterhaus                                                                                                  | Siedlung Königsgrube ehem. Bergarbeiterhaus                   | Röhlinghausen Hasenhorst 16 Karte                                 | |         | 04.11.1993       | 462             |
| Siedlung Königsgrubeehem. Bergarbeiterhaus                                                                                                  | Siedlung Königsgrube ehem. Bergarbeiterhaus                   | Röhlinghausen Hasenhorst 17 a Karte                               | |         | 05.11.1993       | 463             |
| Siedlung Königsgrubeehem. Bergarbeiterhaus                                                                                                  | Siedlung Königsgrube ehem. Bergarbeiterhaus                   | Röhlinghausen Hasenhorst 17 b Karte                               | |         | 05.11.1993       | 463             |
| Siedlung Königsgrubeehem. Bergarbeiterhaus                                                                                                  | Siedlung Königsgrube ehem. Bergarbeiterhaus                   | Röhlinghausen Hasenhorst 18 a Karte                               | |         | 23.03.1993       | 378             |
| Siedlung Königsgrubeehem. Bergarbeiterhaus                                                                                                  | Siedlung Königsgrube ehem. Bergarbeiterhaus                   | Röhlinghausen Hasenhorst 18 b Karte                               | |         | 14.01.1991       | 182             |
| Siedlung Königsgrubeehem. Bergarbeiterhaus                                                                                                  | Siedlung Königsgrube ehem. Bergarbeiterhaus                   | Röhlinghausen Hasenhorst 20 a Karte                               | |         | 05.02.1992       | 268             |
| Siedlung Königsgrubeehem. Bergarbeiterhaus                                                                                                  | Siedlung Königsgrube ehem. Bergarbeiterhaus                   | Röhlinghausen Hasenhorst 20 b Karte                               | |         | 05.02.1992       | 269             |
| Siedlung Königsgrubeehem. Bergarbeiterhaus                                                                                                  | Siedlung Königsgrube ehem. Bergarbeiterhaus                   | Röhlinghausen Hasenhorst 21 a Karte                               | |         | 14.01.1991       | 183             |
| Siedlung Königsgrubeehem. Bergarbeiterhaus                                                                                                  | Siedlung Königsgrube ehem. Bergarbeiterhaus                   | Röhlinghausen Hasenhorst 21 b Karte                               | |         | 14.01.1991       | 184             |
| Siedlung Königsgrubeehem. Bergarbeiterhaus                                                                                                  | Siedlung Königsgrube ehem. Bergarbeiterhaus                   | Röhlinghausen Hasenhorst 22 a Karte                               | |         | 13.02.1992       | 290             |
| Siedlung Königsgrubeehem. Bergarbeiterhaus                                                                                                  | Siedlung Königsgrube ehem. Bergarbeiterhaus                   | Röhlinghausen Hasenhorst 22 b Karte                               | |         | 14.01.1991       | 185             |
| Siedlung Königsgrubeehem. Bergarbeiterhaus                                                                                                  | Siedlung Königsgrube ehem. Bergarbeiterhaus                   | Röhlinghausen Hasenhorst 23 a Karte                               | |         | 05.02.1992       | 270             |
| Siedlung Königsgrubeehem. Bergarbeiterhaus                                                                                                  | Siedlung Königsgrube ehem. Bergarbeiterhaus                   | Röhlinghausen Hasenhorst 23 b Karte                               | |         | 05.02.1992       | 271             |
| Siedlung Königsgrubeehem. Bergarbeiterhaus                                                                                                  | Siedlung Königsgrube ehem. Bergarbeiterhaus                   | Röhlinghausen Hasenhorst 25 a Karte                               | |         | 05.11.1993       | 464             |
| Siedlung Königsgrubeehem. Bergarbeiterhaus                                                                                                  | Siedlung Königsgrube ehem. Bergarbeiterhaus                   | Röhlinghausen Hasenhorst 25 b Karte                               | |         | 05.11.1993       | 465             |
| Siedlung Königsgrubeehem. Bergarbeiterhaus                                                                                                  | Siedlung Königsgrube ehem. Bergarbeiterhaus                   | Röhlinghausen Hasenhorst 26 a Karte                               | |         | 14.01.1991       | 186             |
| Siedlung Königsgrubeehem. Bergarbeiterhaus                                                                                                  | Siedlung Königsgrube ehem. Bergarbeiterhaus                   | Röhlinghausen Hasenhorst 26 b Karte                               | |         | 14.01.1991       | 187             |
| Siedlung Königsgrubeehem. Bergarbeiterhaus                                                                                                  | Siedlung Königsgrube ehem. Bergarbeiterhaus                   | Röhlinghausen Hasenhorst 27 a Karte                               | |         | 14.01.1991       | 188             |
| Siedlung Königsgrubeehem. Bergarbeiterhaus                                                                                                  | Siedlung Königsgrube ehem. Bergarbeiterhaus                   | Röhlinghausen Hasenhorst 27 b Karte                               | |         | 05.02.1992       | 272             |
| Siedlung Königsgrubeehem. Bergarbeiterhaus                                                                                                  | Siedlung Königsgrube ehem. Bergarbeiterhaus                   | Röhlinghausen Hasenhorst 28 a Karte                               | |         | 23.03.1993       | 379             |
| Siedlung Königsgrubeehem. Bergarbeiterhaus                                                                                                  | Siedlung Königsgrube ehem. Bergarbeiterhaus                   | Röhlinghausen Hasenhorst 28 b Karte                               | |         | 14.01.1991       | 189             |
| Siedlung Königsgrubeehem. Bergarbeiterhaus                                                                                                  | Siedlung Königsgrube ehem. Bergarbeiterhaus                   | Röhlinghausen Hasenhorst 30 a Karte                               | |         | 14.01.1991       | 190             |
| Siedlung Königsgrubeehem. Bergarbeiterhaus                                                                                                  | Siedlung Königsgrube ehem. Bergarbeiterhaus                   | Röhlinghausen Hasenhorst 30 b Karte                               | |         | 14.01.1991       | 191             |
| weitere Bilder | Wohn- und Geschäftshaus Hauptstraße 89 a/b                    | Wanne-Süd Hauptstraße 89 a/b Karte                                | Architekten Gobrecht und Revermann Bauherr: Elektrizitätsversorgung Wanne-Eickel                               | 1929    | 13.09.2011       | 716             |
| weitere Bilder | kath. Pfarrkirche St. Joseph                                  | Wanne-Süd Hauptstraße 142 / Langekampstraße Karte                 | |         | 13.02.1992       | 294             |
| Siedlung Königsgrubeehem. Bergarbeiterhaus                                                                                                  | Siedlung Königsgrube ehem. Bergarbeiterhaus                   | Röhlinghausen Hofstraße 7 Karte                                   | |         | 10.11.1993       | 466             |
| Siedlung Königsgrubeehem. Bergarbeiterhaus                                                                                                  | Siedlung Königsgrube ehem. Bergarbeiterhaus                   | Röhlinghausen Hofstraße 9 Karte                                   | |         | 10.11.1993       | 467             |
| Siedlung Königsgrubeehem. Bergarbeiterhaus                                                                                                  | Siedlung Königsgrube ehem. Bergarbeiterhaus                   | Röhlinghausen Hofstraße 11 Karte                                  | |         | 23.03.1993       | 380             |
| Siedlung Königsgrubeehem. Bergarbeiterhaus                                                                                                  | Siedlung Königsgrube ehem. Bergarbeiterhaus                   | Röhlinghausen Hofstraße 13 Karte                                  | |         | 05.02.1992       | 273             |
| Siedlung Königsgrubeehem. Bergarbeiterhaus                                                                                                  | Siedlung Königsgrube ehem. Bergarbeiterhaus                   | Röhlinghausen Hofstraße 15 Karte                                  | |         | 05.02.1992       | 274             |
| Siedlung Königsgrubeehem. Bergarbeiterhaus                                                                                                  | Siedlung Königsgrube ehem. Bergarbeiterhaus                   | Röhlinghausen Hofstraße 17 Karte                                  | |         | 23.03.1993       | 381             |
| Siedlung Königsgrubeehem. Bergarbeiterhaus                                                                                                  | Siedlung Königsgrube ehem. Bergarbeiterhaus                   | Röhlinghausen Hofstraße 19 Karte                                  | |         | 12.11.1993       | 468             |
| Siedlung Königsgrubeehem. Bergarbeiterhaus                                                                                                  | Siedlung Königsgrube ehem. Bergarbeiterhaus                   | Röhlinghausen Hofstraße 21 Karte                                  | |         | 12.11.1993       | 469             |
| Siedlung Königsgrubeehem. Bergarbeiterhaus                                                                                                  | Siedlung Königsgrube ehem. Bergarbeiterhaus                   | Röhlinghausen Hofstraße 23 Karte                                  | |         | 12.11.1993       | 470             |
| Siedlung Königsgrubeehem. Bergarbeiterhaus                                                                                                  | Siedlung Königsgrube ehem. Bergarbeiterhaus                   | Röhlinghausen Hofstraße 25 Karte                                  | |         | 12.11.1993       | 471             |
| Siedlung Königsgrubeehem. Bergarbeiterhaus                                                                                                  | Siedlung Königsgrube ehem. Bergarbeiterhaus                   | Röhlinghausen Hofstraße 27 a Karte                                | |         | 12.11.1993       | 472             |
| Siedlung Königsgrubeehem. Bergarbeiterhaus                                                                                                  | Siedlung Königsgrube ehem. Bergarbeiterhaus                   | Röhlinghausen Hofstraße 27 b Karte                                | |         | 12.11.1993       | 472             |
| Siedlung Königsgrubeehem. Bergarbeiterhaus                                                                                                  | Siedlung Königsgrube ehem. Bergarbeiterhaus                   | Röhlinghausen Hofstraße 29 Karte                                  | |         | 12.11.1993       | 473             |
| [[Vorlage:Bilderwunsch/code!/C:51.508811,7.171211!/D:Siedlung Hannover ehem. Bergarbeiterhaus, Hordeler Straße 33!/\|BW]]                   | Siedlung Hannover ehem. Bergarbeiterhaus                      | Röhlinghausen Hordeler Straße 33 Karte                            | |         | 02.02.1993       | 318             |
| [[Vorlage:Bilderwunsch/code!/C:51.508767,7.171152!/D:Siedlung Hannover ehem. Bergarbeiterhaus, Hordeler Straße 35!/\|BW]]                   | Siedlung Hannover ehem. Bergarbeiterhaus                      | Röhlinghausen Hordeler Straße 35 Karte                            | |         | 02.02.1993       | 319             |
| Siedlung Hannoverehem. Bergarbeiterhaus | Siedlung Hannover ehem. Bergarbeiterhaus                      | Röhlinghausen Hordeler Straße 37 Karte                            | |         | 28.11.1991       | 212             |
| Siedlung Hannoverehem. Bergarbeiterhaus | Siedlung Hannover ehem. Bergarbeiterhaus                      | Röhlinghausen Hordeler Straße 38 Karte                            | |         | 28.11.1991       | 213             |
| weitere Bilder | Siedlung Hannover ehem. Bergarbeiterhaus                      | Röhlinghausen Hordeler Straße 39 a Karte                          | |         | 27.04.1990       | 117             |
| Siedlung Hannoverehem. Bergarbeiterhaus | Siedlung Hannover ehem. Bergarbeiterhaus                      | Röhlinghausen Hordeler Straße 39 b Karte                          | |         | 02.02.1993       | 320             |
| Siedlung Hannoverehem. Bergarbeiterhaus | Siedlung Hannover ehem. Bergarbeiterhaus                      | Röhlinghausen Hordeler Straße 40 Karte                            | |         | 02.02.1993       | 321             |
| Siedlung Hannoverehem. Bergarbeiterhaus | Siedlung Hannover ehem. Bergarbeiterhaus                      | Röhlinghausen Hordeler Straße 41 Karte                            | |         | 27.04.1990       | 118             |
| Siedlung Hannoverehem. Bergarbeiterhaus | Siedlung Hannover ehem. Bergarbeiterhaus                      | Röhlinghausen Hordeler Straße 42 Karte                            | |         | 27.04.1990       | 119             |
| Siedlung Hannoverehem. Bergarbeiterhaus | Siedlung Hannover ehem. Bergarbeiterhaus                      | Röhlinghausen Hordeler Straße 43 Karte                            | |         | 27.04.1990       | 120             |
| Siedlung Hannoverehem. Bergarbeiterhaus | Siedlung Hannover ehem. Bergarbeiterhaus                      | Röhlinghausen Hordeler Straße 44 Karte                            | |         | 28.11.1991       | 214             |
| Siedlung Hannoverehem. Bergarbeiterhaus | Siedlung Hannover ehem. Bergarbeiterhaus                      | Röhlinghausen Hordeler Straße 45 Karte                            | |         | 27.04.1990       | 121             |
| [[Vorlage:Bilderwunsch/code!/C:51.508872,7.170426!/D:Siedlung Hannover ehem. Bergarbeiterhaus, Hordeler Straße 46 a!/\|BW]]                 | Siedlung Hannover ehem. Bergarbeiterhaus                      | Röhlinghausen Hordeler Straße 46 a Karte                          | |         | 28.11.1991       | 215             |
| Siedlung Hannoverehem. Bergarbeiterhaus | Siedlung Hannover ehem. Bergarbeiterhaus                      | Röhlinghausen Hordeler Straße 46 Karte                            | |         | 27.04.1990       | 122             |
| Siedlung Hannoverehem. Bergarbeiterhaus | Siedlung Hannover ehem. Bergarbeiterhaus                      | Röhlinghausen Hordeler Straße 47 Karte                            | |         | 15.05.1990       | 149             |
| Siedlung Hannoverehem. Bergarbeiterhaus | Siedlung Hannover ehem. Bergarbeiterhaus                      | Röhlinghausen Hordeler Straße 48 Karte                            | |         | 28.11.1991       | 216             |
| [[Vorlage:Bilderwunsch/code!/C:51.508835,7.170343!/D:Siedlung Hannover ehem. Bergarbeiterhaus, Hordeler Straße 48 a!/\|BW]]                 | Siedlung Hannover ehem. Bergarbeiterhaus                      | Röhlinghausen Hordeler Straße 48 a Karte                          | |         | 27.04.1990       | 123             |
| Siedlung Hannoverehem. Bergarbeiterhaus | Siedlung Hannover ehem. Bergarbeiterhaus                      | Röhlinghausen Hordeler Straße 62 Karte                            | |         | 27.04.1990       | 124             |
| Siedlung Hannoverehem. Bergarbeiterhaus | Siedlung Hannover ehem. Bergarbeiterhaus                      | Röhlinghausen Hordeler Straße 64 Karte                            | |         | 27.04.1990       | 125             |
| Siedlung Hannoverehem. Bergarbeiterhaus | Siedlung Hannover ehem. Bergarbeiterhaus                      | Röhlinghausen Hordeler Straße 66 Karte                            | |         | 27.04.1990       | 126             |
| Siedlung Hannoverehem. Bergarbeiterhaus | Siedlung Hannover ehem. Bergarbeiterhaus                      | Röhlinghausen Hordeler Straße 68 Karte                            | |         | 02.02.1993       | 322             |
| Siedlung Königsgrubeehem. Bergarbeiterhaus                                                                                                  | Siedlung Königsgrube ehem. Bergarbeiterhaus                   | Röhlinghausen Im Lakenbruch 1 Karte                               | |         | 23.03.1993       | 382             |
| Siedlung Königsgrubeehem. Bergarbeiterhaus                                                                                                  | Siedlung Königsgrube ehem. Bergarbeiterhaus                   | Röhlinghausen Im Lakenbruch 2 Karte                               | |         | 12.11.1993       | 474             |
| [[Vorlage:Bilderwunsch/code!/C:51.507003,7.156911!/D:Siedlung Königsgrube ehem. Bergarbeiterhaus, Im Lakenbruch 3!/\|BW]]                   | Siedlung Königsgrube ehem. Bergarbeiterhaus                   | Röhlinghausen Im Lakenbruch 3 Karte                               | |         | 14.01.1991       | 192             |
| Siedlung Königsgrubeehem. Bergarbeiterhaus                                                                                                  | Siedlung Königsgrube ehem. Bergarbeiterhaus                   | Röhlinghausen Im Lakenbruch 4 a Karte                             | |         | 12.11.1993       | 475             |
| [[Vorlage:Bilderwunsch/code!/C:51.507895,7.156569!/D:Siedlung Königsgrube ehem. Bergarbeiterhaus, Im Lakenbruch 4 b!/\|BW]]                 | Siedlung Königsgrube ehem. Bergarbeiterhaus                   | Röhlinghausen Im Lakenbruch 4 b Karte                             | |         | 12.11.1993       | 476             |
| Siedlung Königsgrubeehem. Bergarbeiterhaus                                                                                                  | Siedlung Königsgrube ehem. Bergarbeiterhaus                   | Röhlinghausen Im Lakenbruch 5 Karte                               | |         | 12.11.1993       | 477             |
| Siedlung Königsgrubeehem. Bergarbeiterhaus                                                                                                  | Siedlung Königsgrube ehem. Bergarbeiterhaus                   | Röhlinghausen Im Lakenbruch 6 a Karte                             | |         | 12.11.1993       | 479             |
| Siedlung Königsgrubeehem. Bergarbeiterhaus                                                                                                  | Siedlung Königsgrube ehem. Bergarbeiterhaus                   | Röhlinghausen Im Lakenbruch 6 b Karte                             | |         | 12.11.1993       | 480             |
| Siedlung Königsgrubeehem. Bergarbeiterhaus                                                                                                  | Siedlung Königsgrube ehem. Bergarbeiterhaus                   | Röhlinghausen Im Lakenbruch 7 Karte                               | |         | 12.11.1993       | 478             |
| Siedlung Königsgrubeehem. Bergarbeiterhaus                                                                                                  | Siedlung Königsgrube ehem. Bergarbeiterhaus                   | Röhlinghausen Im Lakenbruch 8 Karte                               | |         | 16.11.1993       | 481             |
| Siedlung Königsgrubeehem. Bergarbeiterhaus                                                                                                  | Siedlung Königsgrube ehem. Bergarbeiterhaus                   | Röhlinghausen Im Lakenbruch 9 Karte                               | |         | 05.02.1992       | 275             |
| Siedlung Königsgrubeehem. Bergarbeiterhaus                                                                                                  | Siedlung Königsgrube ehem. Bergarbeiterhaus                   | Röhlinghausen Im Lakenbruch 10 Karte                              | |         | 14.01.1991       | 193             |
| Siedlung Königsgrubeehem. Bergarbeiterhaus                                                                                                  | Siedlung Königsgrube ehem. Bergarbeiterhaus                   | Röhlinghausen Im Lakenbruch 11 Karte                              | |         | 14.01.1991       | 194             |
| Siedlung Königsgrubeehem. Bergarbeiterhaus                                                                                                  | Siedlung Königsgrube ehem. Bergarbeiterhaus                   | Röhlinghausen Im Lakenbruch 12 Karte                              | |         | 05.02.1992       | 276             |
| Siedlung Königsgrubeehem. Bergarbeiterhaus                                                                                                  | Siedlung Königsgrube ehem. Bergarbeiterhaus                   | Röhlinghausen Im Lakenbruch 13 Karte                              | |         | 05.02.1992       | 277             |
| Siedlung Königsgrubeehem. Bergarbeiterhaus                                                                                                  | Siedlung Königsgrube ehem. Bergarbeiterhaus                   | Röhlinghausen Im Lakenbruch 14 Karte                              | |         | 14.01.1991       | 195             |
| Siedlung Königsgrubeehem. Bergarbeiterhaus                                                                                                  | Siedlung Königsgrube ehem. Bergarbeiterhaus                   | Röhlinghausen Im Lakenbruch 15 Karte                              | |         | 05.02.1992       | 278             |
| Siedlung Königsgrubeehem. Bergarbeiterhaus                                                                                                  | Siedlung Königsgrube ehem. Bergarbeiterhaus                   | Röhlinghausen Im Lakenbruch 16 Karte                              | |         | 23.03.1993       | 383             |
| Siedlung Königsgrubeehem. Bergarbeiterhaus                                                                                                  | Siedlung Königsgrube ehem. Bergarbeiterhaus                   | Röhlinghausen Im Lakenbruch 17 Karte                              | |         | 14.01.1991       | 196             |
| Siedlung Königsgrubeehem. Bergarbeiterhaus                                                                                                  | Siedlung Königsgrube ehem. Bergarbeiterhaus                   | Röhlinghausen Im Lakenbruch 19 Karte                              | |         | 05.02.1992       | 279             |
| Siedlung Königsgrubeehem. Bergarbeiterhaus                                                                                                  | Siedlung Königsgrube ehem. Bergarbeiterhaus                   | Röhlinghausen Im Lakenbruch 21 Karte                              | |         | 22.11.1993       | 482             |
| Siedlung Königsgrubeehem. Bergarbeiterhaus                                                                                                  | Siedlung Königsgrube ehem. Bergarbeiterhaus                   | Röhlinghausen Im Lakenbruch 23 Karte                              | |         | 22.11.1993       | 483             |
| Siedlung Königsgrubeehem. Bergarbeiterhaus                                                                                                  | Siedlung Königsgrube ehem. Bergarbeiterhaus                   | Röhlinghausen Im Lakenbruch 25 Karte                              | |         | 05.02.1992       | 280             |
| Siedlung Königsgrubeehem. Bergarbeiterhaus                                                                                                  | Siedlung Königsgrube ehem. Bergarbeiterhaus                   | Röhlinghausen Im Lakenbruch 27 Karte                              | |         | 05.02.1992       | 281             |
| [[Vorlage:Bilderwunsch/code!/C:51.507702,7.169747!/D:Siedlung Hannover ehem. Bergarbeiterhaus, Koloniestraße 1 a!/\|BW]]                    | Siedlung Hannover ehem. Bergarbeiterhaus                      | Röhlinghausen Koloniestraße 1 a Karte                             | |         | 28.11.1991       | 217             |
| [[Vorlage:Bilderwunsch/code!/C:51.50764,7.169778!/D:Siedlung Hannover ehem. Bergarbeiterhaus, Koloniestraße 1 b!/\|BW]]                     | Siedlung Hannover ehem. Bergarbeiterhaus                      | Röhlinghausen Koloniestraße 1 b Karte                             | |         | 27.04.1990       | 128             |
| [[Vorlage:Bilderwunsch/code!/C:51.507607,7.169496!/D:Siedlung Hannover ehem. Bergarbeiterhaus, Koloniestraße 2 a!/\|BW]]                    | Siedlung Hannover ehem. Bergarbeiterhaus                      | Röhlinghausen Koloniestraße 2 a Karte                             | |         | 28.11.1991       | 218             |
| [[Vorlage:Bilderwunsch/code!/C:51.50767,7.169474!/D:Siedlung Hannover ehem. Bergarbeiterhaus, Koloniestraße 2 b!/\|BW]]                     | Siedlung Hannover ehem. Bergarbeiterhaus                      | Röhlinghausen Koloniestraße 2 b Karte                             | |         | 02.02.1993       | 323             |
| [[Vorlage:Bilderwunsch/code!/C:51.507376,7.169526!/D:Siedlung Hannover ehem. Bergarbeiterhaus, Koloniestraße 4!/\|BW]]                      | Siedlung Hannover ehem. Bergarbeiterhaus                      | Röhlinghausen Koloniestraße 4 Karte                               | |         | 18.07.1994       | 581             |
| [[Vorlage:Bilderwunsch/code!/C:51.507321,7.169544!/D:Siedlung Hannover ehem. Bergarbeiterhaus, Koloniestraße 6!/\|BW]]                      | Siedlung Hannover ehem. Bergarbeiterhaus                      | Röhlinghausen Koloniestraße 6 Karte                               | |         | 31.01.1994       | 505             |
| [[Vorlage:Bilderwunsch/code!/C:51.507268,7.169558!/D:Siedlung Hannover ehem. Bergarbeiterhaus, Koloniestraße 8!/\|BW]]                      | Siedlung Hannover ehem. Bergarbeiterhaus                      | Röhlinghausen Koloniestraße 8 Karte                               | |         | 31.01.1994       | 506             |
| [[Vorlage:Bilderwunsch/code!/C:51.507216,7.169573!/D:Siedlung Hannover ehem. Bergarbeiterhaus, Koloniestraße 10!/\|BW]]                     | Siedlung Hannover ehem. Bergarbeiterhaus                      | Röhlinghausen Koloniestraße 10 Karte                              | |         | 31.01.1994       | 507             |
| [[Vorlage:Bilderwunsch/code!/C:51.506062,7.170805!/D:Siedlung Hannover ehem. Bergarbeiterhaus, Koloniestraße 11!/\|BW]]                     | Siedlung Hannover ehem. Bergarbeiterhaus                      | Röhlinghausen Koloniestraße 11 Karte                              | |         | 27.04.1990       | 129             |
| [[Vorlage:Bilderwunsch/code!/C:51.50684,7.169693!/D:Siedlung Hannover ehem. Bergarbeiterhaus, Koloniestraße 18!/\|BW]]                      | Siedlung Hannover ehem. Bergarbeiterhaus                      | Röhlinghausen Koloniestraße 18 Karte                              | |         | 31.01.1994       | 508             |
| Siedlung Hannoverehem. Bergarbeiterhaus | Siedlung Hannover ehem. Bergarbeiterhaus                      | Röhlinghausen Koloniestraße 19 a Karte                            | |         | 31.01.1994       | 509             |
| Siedlung Hannoverehem. Bergarbeiterhaus | Siedlung Hannover ehem. Bergarbeiterhaus                      | Röhlinghausen Koloniestraße 19 b Karte                            | |         | 31.01.1994       | 510             |
| Siedlung Hannoverehem. Bergarbeiterhaus | Siedlung Hannover ehem. Bergarbeiterhaus                      | Röhlinghausen Koloniestraße 23 a Karte                            | |         | 31.01.1994       | 511             |
| Siedlung Hannoverehem. Bergarbeiterhaus | Siedlung Hannover ehem. Bergarbeiterhaus                      | Röhlinghausen Koloniestraße 23 b Karte                            | |         | 31.01.1994       | 511             |
| Siedlung Hannoverehem. Bergarbeiterhaus | Siedlung Hannover ehem. Bergarbeiterhaus                      | Röhlinghausen Koloniestraße 25 a Karte                            | |         | 31.01.1994       | 513             |
| Siedlung Hannoverehem. Bergarbeiterhaus | Siedlung Hannover ehem. Bergarbeiterhaus                      | Röhlinghausen Koloniestraße 25 b Karte                            | |         | 31.01.1994       | 513             |
| [[Vorlage:Bilderwunsch/code!/C:51.505241,7.170475!/D:Siedlung Hannover ehem. Bergarbeiterhaus, Koloniestraße 27 a!/\|BW]]                   | Siedlung Hannover ehem. Bergarbeiterhaus                      | Röhlinghausen Koloniestraße 27 a Karte                            | |         | 27.04.1990       | 130             |
| [[Vorlage:Bilderwunsch/code!/C:51.505181,7.170493!/D:Siedlung Hannover ehem. Bergarbeiterhaus, Koloniestraße 27 b!/\|BW]]                   | Siedlung Hannover ehem. Bergarbeiterhaus                      | Röhlinghausen Koloniestraße 27 b Karte                            | |         | 27.04.1990       | 131             |
| Siedlung Hannoverehem. Bergarbeiterhaus | Siedlung Hannover ehem. Bergarbeiterhaus                      | Röhlinghausen Koloniestraße 32 a Karte                            | |         | 31.01.1994       | 514             |
| Siedlung Hannoverehem. Bergarbeiterhaus | Siedlung Hannover ehem. Bergarbeiterhaus                      | Röhlinghausen Koloniestraße 32 b Karte                            | |         | 31.01.1994       | 515             |
| Siedlung Hannoverehem. Bergarbeiterhaus | Siedlung Hannover ehem. Bergarbeiterhaus                      | Röhlinghausen Koloniestraße 34 a Karte                            | |         | 31.01.1994       | 516             |
| Siedlung Hannoverehem. Bergarbeiterhaus | Siedlung Hannover ehem. Bergarbeiterhaus                      | Röhlinghausen Koloniestraße 34 b Karte                            | |         | 31.01.1994       | 517             |
| Siedlung Hannoverehem. Bergarbeiterhaus | Siedlung Hannover ehem. Bergarbeiterhaus                      | Röhlinghausen Koloniestraße 38 a Karte                            | |         | 31.01.1994       | 518             |
| Siedlung Hannoverehem. Bergarbeiterhaus | Siedlung Hannover ehem. Bergarbeiterhaus                      | Röhlinghausen Koloniestraße 38 b Karte                            | |         | 31.01.1994       | 518             |
| weitere Bilder | Wohngebäude                                                   | Wanne-Süd Kurhausstraße 89 Karte                                  | |         | 22.04.1994       | 568             |
| weitere Bilder | Gymnasium Eickel                                              | Wanne-Süd Kurhausstraße 103 / Harkortstraße 22 Karte              | | 1906    | 11.08.1989       | 92              |
| weitere Bilder | Wohnhaus                                                      | Wanne-Süd Kurhausstraße 114 Karte                                 | |         | 02.02.2005       | 682             |
| weitere Bilder | Villa, Langekampstraße 35                                     | Wanne-Süd Langekampstraße 35 Karte                                | | 1908    | 24.11.1988       | 85              |
| Gedenkstätte des Grubenunglücks auf Zeche Pluto                                                                                             | Gedenkstätte des Grubenunglücks auf Zeche Pluto               | Eickel Lohofstraße, ev. Friedhof Karte                            | |         | 13.03.1997       | 627             |
| weitere Bilder | Wohn- und Geschäftshaus für die AOK, Märkische Straße 11      | Wanne-Süd Märkische Straße 11 Karte                               | Architekten Gobrecht und Revermann                                                                             | 1927    | 13.02.1992       | 293             |
| Wohngebäude | Wohngebäude                                                   | Wanne-Süd Märkische Straße 20 Karte                               | |         | 12.12.1985       | 19              |
| [[Vorlage:Bilderwunsch/code!/C:51.50558,7.171724!/D:Siedlung Hannover ehem. Bergarbeiterhaus, Magdeburger Straße 80 a!/\|BW]]               | Siedlung Hannover ehem. Bergarbeiterhaus                      | Röhlinghausen Magdeburger Straße 80 a Karte                       | |         | 28.11.1991       | 230             |
| Siedlung Hannoverehem. Bergarbeiterhaus | Siedlung Hannover ehem. Bergarbeiterhaus                      | Röhlinghausen Magdeburger Straße 80 b Karte                       | |         | 28.11.1991       | 231             |
| Siedlung Hannoverehem. Bergarbeiterhaus | Siedlung Hannover ehem. Bergarbeiterhaus                      | Röhlinghausen Magdeburger Straße 80 c Karte                       | |         | 02.02.1993       | 336             |
| [[Vorlage:Bilderwunsch/code!/C:51.505662,7.17164!/D:Siedlung Hannover ehem. Bergarbeiterhaus, Magdeburger Straße 80 d!/\|BW]]               | Siedlung Hannover ehem. Bergarbeiterhaus                      | Röhlinghausen Magdeburger Straße 80 d Karte                       | |         | 02.02.1993       | 337             |
| [[Vorlage:Bilderwunsch/code!/C:51.505699,7.171264!/D:Siedlung Hannover ehem. Bergarbeiterhaus, Magdeburger Straße 84 a!/\|BW]]              | Siedlung Hannover ehem. Bergarbeiterhaus                      | Röhlinghausen Magdeburger Straße 84 a Karte                       | |         | 02.02.1993       | 338             |
| [[Vorlage:Bilderwunsch/code!/C:51.5057,7.17136!/D:Siedlung Hannover ehem. Bergarbeiterhaus, Magdeburger Straße 84 b!/\|BW]]                 | Siedlung Hannover ehem. Bergarbeiterhaus                      | Röhlinghausen Magdeburger Straße 84 b Karte                       | |         | 27.04.1990       | 132             |
| [[Vorlage:Bilderwunsch/code!/C:51.505406,7.171037!/D:Siedlung Hannover ehem. Bergarbeiterhaus, Magdeburger Straße 88!/\|BW]]                | Siedlung Hannover ehem. Bergarbeiterhaus                      | Röhlinghausen Magdeburger Straße 88 Karte                         | |         | 22.02.1994       | 550             |
| [[Vorlage:Bilderwunsch/code!/C:51.505466,7.171035!/D:Siedlung Hannover ehem. Bergarbeiterhaus, Magdeburger Straße 90!/\|BW]]                | Siedlung Hannover ehem. Bergarbeiterhaus                      | Röhlinghausen Magdeburger Straße 90 Karte                         | |         | 22.02.1994       | 551             |
| Siedlung Hannoverehem. Bergarbeiterhaus | Siedlung Hannover ehem. Bergarbeiterhaus                      | Röhlinghausen Magdeburger Straße 91 Karte                         | |         | 09.01.1991       | 157             |
| [[Vorlage:Bilderwunsch/code!/C:51.505516,7.171013!/D:Siedlung Hannover ehem. Bergarbeiterhaus, Magdeburger Straße 92!/\|BW]]                | Siedlung Hannover ehem. Bergarbeiterhaus                      | Röhlinghausen Magdeburger Straße 92 Karte                         | |         | 28.03.1995       | 587             |
| Siedlung Hannoverehem. Bergarbeiterhaus | Siedlung Hannover ehem. Bergarbeiterhaus                      | Röhlinghausen Magdeburger Straße 93 Karte                         | |         | 15.08.1994       | 582             |
| Siedlung Hannoverehem. Bergarbeiterhaus | Siedlung Hannover ehem. Bergarbeiterhaus                      | Röhlinghausen Magdeburger Straße 95 Karte                         | |         | 15.08.1994       | 583             |
| Siedlung Hannoverehem. Bergarbeiterhaus | Siedlung Hannover ehem. Bergarbeiterhaus                      | Röhlinghausen Magdeburger Straße 97 Karte                         | |         | 28.02.1994       | 552             |
| Siedlung Hannoverehem. Bergarbeiterhaus | Siedlung Hannover ehem. Bergarbeiterhaus                      | Röhlinghausen Magdeburger Straße 99 Karte                         | |         | 28.02.1994       | 553             |
| Siedlung Hannoverehem. Bergarbeiterhaus | Siedlung Hannover ehem. Bergarbeiterhaus                      | Röhlinghausen Magdeburger Straße 103 Karte                        | |         | 26.04.1995       | 591             |
| Siedlung Hannoverehem. Bergarbeiterhaus | Siedlung Hannover ehem. Bergarbeiterhaus                      | Röhlinghausen Magdeburger Straße 105 Karte                        | |         | 26.04.1995       | 592             |
| Siedlung Hannoverehem. Bergarbeiterhaus | Siedlung Hannover ehem. Bergarbeiterhaus                      | Röhlinghausen Magdeburger Straße 107 Karte                        | |         | 26.04.1995       | 593             |
| Siedlung Hannoverehem. Bergarbeiterhaus | Siedlung Hannover ehem. Bergarbeiterhaus                      | Röhlinghausen Magdeburger Straße 109 Karte                        | |         | 26.04.1995       | 594             |
| Siedlung Hannoverehem. Bergarbeiterhaus | Siedlung Hannover ehem. Bergarbeiterhaus                      | Röhlinghausen Magdeburger Straße 111 Karte                        | |         | 10.10.1985       | 10              |
| Siedlung Hannoverehem. Bergarbeiterhaus | Siedlung Hannover ehem. Bergarbeiterhaus                      | Röhlinghausen Magdeburger Straße 113 Karte                        | |         | 04.03.1988       | 31              |
| Siedlung Hannoverehem. Bergarbeiterhaus | Siedlung Hannover ehem. Bergarbeiterhaus                      | Röhlinghausen Magdeburger Straße 115 Karte                        | |         | 31.08.1994       | 584             |
| Siedlung Hannoverehem. Bergarbeiterhaus | Siedlung Hannover ehem. Bergarbeiterhaus                      | Röhlinghausen Magdeburger Straße 117 Karte                        | |         | 31.08.1994       | 585             |
| weitere Bilder | Pfarrhaus St. Marien, Marienstraße 4 a                        | Eickel Marienstraße 4 a Karte                                     | 15. Oktober 2016 ausgebrannt                                                                                   |         | 02.02.1993       | 344             |
| weitere Bilder | Villa, Reichsstraße 28                                        | Eickel Reichsstraße 28 Karte                                      | Architekten Ferdinand Revermann und Otto Greiss Bauhausstil; 1931 durch Überbauung der Dachterrasse erweitert. | 1927    | 23.11.2000       | 647             |
| weitere Bilder | Siedlung Hannover ehem. Kindergarten                          | Eickel Reichsstraße 66 Karte                                      | |         | 08.05.1987       | 26              |
| Siedlung Königsgrubeehem. Bergarbeiterhaus                                                                                                  | Siedlung Königsgrube ehem. Bergarbeiterhaus                   | Röhlinghausen Rheinische Straße 12 Karte                          | |         | 23.03.1993       | 384             |
| Siedlung Königsgrubeehem. Bergarbeiterhaus                                                                                                  | Siedlung Königsgrube ehem. Bergarbeiterhaus                   | Röhlinghausen Rheinische Straße 14 Karte                          | |         | 05.02.1992       | 282             |
| Siedlung Königsgrubeehem. Bergarbeiterhaus                                                                                                  | Siedlung Königsgrube ehem. Bergarbeiterhaus                   | Röhlinghausen Rheinische Straße 16 Karte                          | |         | 22.11.1993       | 484             |
| Siedlung Königsgrubeehem. Bergarbeiterhaus                                                                                                  | Siedlung Königsgrube ehem. Bergarbeiterhaus                   | Röhlinghausen Rheinische Straße 18 Karte                          | |         | 22.11.1993       | 485             |
| Siedlung Königsgrubeehem. Bergarbeiterhaus                                                                                                  | Siedlung Königsgrube ehem. Bergarbeiterhaus                   | Röhlinghausen Rheinische Straße 20 Karte                          | |         | 05.02.1992       | 283             |
| Siedlung Königsgrubeehem. Bergarbeiterhaus                                                                                                  | Siedlung Königsgrube ehem. Bergarbeiterhaus                   | Röhlinghausen Rheinische Straße 22 Karte                          | |         | 14.01.1991       | 197             |
| Siedlung Königsgrubeehem. Bergarbeiterhaus                                                                                                  | Siedlung Königsgrube ehem. Bergarbeiterhaus                   | Röhlinghausen Rheinische Straße 28 Karte                          | |         | 23.03.1993       | 385             |
| Siedlung Königsgrubeehem. Bergarbeiterhaus                                                                                                  | Siedlung Königsgrube ehem. Bergarbeiterhaus                   | Röhlinghausen Rheinische Straße 30 Karte                          | |         | 05.02.1992       | 284             |
| Siedlung Königsgrubeehem. Bergarbeiterhaus                                                                                                  | Siedlung Königsgrube ehem. Bergarbeiterhaus                   | Röhlinghausen Rheinische Straße 32 Karte                          | |         | 22.11.1993       | 486             |
| Siedlung Königsgrubeehem. Bergarbeiterhaus                                                                                                  | Siedlung Königsgrube ehem. Bergarbeiterhaus                   | Röhlinghausen Rheinische Straße 34 Karte                          | |         | 22.11.1993       | 487             |
| Siedlung Königsgrubeehem. Bergarbeiterhaus                                                                                                  | Siedlung Königsgrube ehem. Bergarbeiterhaus                   | Röhlinghausen Rheinische Straße 36 Karte                          | |         | 05.02.1992       | 285             |
| Siedlung Königsgrubeehem. Bergarbeiterhaus                                                                                                  | Siedlung Königsgrube ehem. Bergarbeiterhaus                   | Röhlinghausen Rheinische Straße 38 Karte                          | |         | 05.02.1992       | 286             |
| Siedlung Königsgrubeehem. Bergarbeiterhaus                                                                                                  | Siedlung Königsgrube ehem. Bergarbeiterhaus                   | Röhlinghausen Rheinische Straße 40 Karte                          | |         | 23.03.1993       | 386             |
| Siedlung Königsgrubeehem. Bergarbeiterhaus                                                                                                  | Siedlung Königsgrube ehem. Bergarbeiterhaus                   | Röhlinghausen Rheinische Straße 42 Karte                          | |         | 05.02.1992       | 287             |
| Siedlung Königsgrubeehem. Bergarbeiterhaus                                                                                                  | Siedlung Königsgrube ehem. Bergarbeiterhaus                   | Röhlinghausen Rheinische Straße 44 Karte                          | |         | 05.02.1992       | 288             |
| Siedlung Königsgrubeehem. Bergarbeiterhaus                                                                                                  | Siedlung Königsgrube ehem. Bergarbeiterhaus                   | Röhlinghausen Rheinische Straße 46 Karte                          | |         | 23.03.1993       | 387             |
| ev. Johanneskirche | ev. Johanneskirche                                            | Eickel Richard-Wagner-Straße 5 Karte                              | | 1896    | 04.03.1988       | 30              |
| Siedlung Hannoverehem. Bergarbeiterhaus | Siedlung Hannover ehem. Bergarbeiterhaus                      | Röhlinghausen Sassenburg 1 Karte                                  | |         | 02.02.1993       | 324             |
| Siedlung Hannoverehem. Bergarbeiterhaus | Siedlung Hannover ehem. Bergarbeiterhaus                      | Röhlinghausen Sassenburg 2 a Karte                                | |         | 02.02.1993       | 325             |
| Siedlung Hannoverehem. Bergarbeiterhaus | Siedlung Hannover ehem. Bergarbeiterhaus                      | Röhlinghausen Sassenburg 2 b Karte                                | |         | 28.11.1991       | 219             |
| Siedlung Hannoverehem. Bergarbeiterhaus | Siedlung Hannover ehem. Bergarbeiterhaus                      | Röhlinghausen Sassenburg 3 Karte                                  | |         | 02.02.1993       | 326             |
| [[Vorlage:Bilderwunsch/code!/C:51.508093,7.170532!/D:Siedlung Hannover ehem. Bergarbeiterhaus, Sassenburg 4 a!/\|BW]]                       | Siedlung Hannover ehem. Bergarbeiterhaus                      | Röhlinghausen Sassenburg 4 a Karte                                | |         | 02.02.1994       | 519             |
| [[Vorlage:Bilderwunsch/code!/C:51.508079,7.170427!/D:Siedlung Hannover ehem. Bergarbeiterhaus, Sassenburg 4 b!/\|BW]]                       | Siedlung Hannover ehem. Bergarbeiterhaus                      | Röhlinghausen Sassenburg 4 b Karte                                | |         | 02.02.1994       | 520             |
| Siedlung Hannoverehem. Bergarbeiterhaus | Siedlung Hannover ehem. Bergarbeiterhaus                      | Röhlinghausen Sassenburg 5 Karte                                  | |         | 27.04.1990       | 106             |
| [[Vorlage:Bilderwunsch/code!/C:51.50768,7.170371!/D:Siedlung Hannover ehem. Bergarbeiterhaus, Sassenburg 10 a!/\|BW]]                       | Siedlung Hannover ehem. Bergarbeiterhaus                      | Röhlinghausen Sassenburg 10 a Karte                               | |         | 02.02.1993       | 327             |
| Siedlung Hannoverehem. Bergarbeiterhaus | Siedlung Hannover ehem. Bergarbeiterhaus                      | Röhlinghausen Sassenburg 10 b Karte                               | |         | 02.02.1993       | 328             |
| Siedlung Hannoverehem. Bergarbeiterhaus | Siedlung Hannover ehem. Bergarbeiterhaus                      | Röhlinghausen Sassenburg 10 c Karte                               | |         | 02.02.1993       | 329             |
| [[Vorlage:Bilderwunsch/code!/C:51.507674,7.170282!/D:Siedlung Hannover ehem. Bergarbeiterhaus, Sassenburg 10 d!/\|BW]]                      | Siedlung Hannover ehem. Bergarbeiterhaus                      | Röhlinghausen Sassenburg 10 d Karte                               | |         | 02.02.1993       | 330             |
| Siedlung Hannoverehem. Bergarbeiterhaus | Siedlung Hannover ehem. Bergarbeiterhaus                      | Röhlinghausen Sassenburg 11 Karte                                 | |         | 15.05.1990       | 147             |
| Siedlung Hannoverehem. Bergarbeiterhaus | Siedlung Hannover ehem. Bergarbeiterhaus                      | Röhlinghausen Sassenburg 13 Karte                                 | |         | 15.05.1990       | 148             |
| Siedlung Hannoverehem. Bergarbeiterhaus | Siedlung Hannover ehem. Bergarbeiterhaus                      | Röhlinghausen Sassenburg 16 a Karte                               | |         | 28.11.1991       | 220             |
| Siedlung Hannoverehem. Bergarbeiterhaus | Siedlung Hannover ehem. Bergarbeiterhaus                      | Röhlinghausen Sassenburg 16 b Karte                               | |         | 27.04.1990       | 107             |
| Siedlung Hannoverehem. Bergarbeiterhaus | Siedlung Hannover ehem. Bergarbeiterhaus                      | Röhlinghausen Sassenburg 18 a Karte                               | |         | 03.02.1994       | 521             |
| Siedlung Hannoverehem. Bergarbeiterhaus | Siedlung Hannover ehem. Bergarbeiterhaus                      | Röhlinghausen Sassenburg 18 b Karte                               | |         | 03.02.1994       | 522             |
| [[Vorlage:Bilderwunsch/code!/C:51.506948,7.171203!/D:Siedlung Hannover ehem. Bergarbeiterhaus, Sassenburg 18 c!/\|BW]]                      | Siedlung Hannover ehem. Bergarbeiterhaus                      | Röhlinghausen Sassenburg 18 c Karte                               | |         | 03.02.1994       | 523             |
| [[Vorlage:Bilderwunsch/code!/C:51.50686,7.171227!/D:Siedlung Hannover ehem. Bergarbeiterhaus, Sassenburg 18 d!/\|BW]]                       | Siedlung Hannover ehem. Bergarbeiterhaus                      | Röhlinghausen Sassenburg 18 d Karte                               | |         | 03.02.1994       | 524             |
| Siedlung Hannoverehem. Bergarbeiterhaus | Siedlung Hannover ehem. Bergarbeiterhaus                      | Röhlinghausen Sassenburg 20 Karte                                 | |         | 04.02.1994       | 525             |
| [[Vorlage:Bilderwunsch/code!/C:51.507003,7.170894!/D:Siedlung Hannover ehem. Bergarbeiterhaus, Sassenburg 22 a!/\|BW]]                      | Siedlung Hannover ehem. Bergarbeiterhaus                      | Röhlinghausen Sassenburg 22 a Karte                               | |         | 04.02.1994       | 526             |
| [[Vorlage:Bilderwunsch/code!/C:51.507078,7.170867!/D:Siedlung Hannover ehem. Bergarbeiterhaus, Sassenburg 22 b!/\|BW]]                      | Siedlung Hannover ehem. Bergarbeiterhaus                      | Röhlinghausen Sassenburg 22 b Karte                               | |         | 04.02.1994       | 527             |
| [[Vorlage:Bilderwunsch/code!/C:51.507048,7.170703!/D:Siedlung Hannover ehem. Bergarbeiterhaus, Sassenburg 22 c!/\|BW]]                      | Siedlung Hannover ehem. Bergarbeiterhaus                      | Röhlinghausen Sassenburg 22 c Karte                               | |         | 04.02.1994       | 528             |
| [[Vorlage:Bilderwunsch/code!/C:51.50698,7.170713!/D:Siedlung Hannover ehem. Bergarbeiterhaus, Sassenburg 22 d!/\|BW]]                       | Siedlung Hannover ehem. Bergarbeiterhaus                      | Röhlinghausen Sassenburg 22 d Karte                               | |         | 04.02.1994       | 529             |
| Siedlung Hannoverehem. Bergarbeiterhaus | Siedlung Hannover ehem. Bergarbeiterhaus                      | Röhlinghausen Sassenburg 24 a Karte                               | |         | 28.11.1991       | 221             |
| [[Vorlage:Bilderwunsch/code!/C:51.506762,7.170924!/D:Siedlung Hannover ehem. Bergarbeiterhaus, Sassenburg 24 b!/\|BW]]                      | Siedlung Hannover ehem. Bergarbeiterhaus                      | Röhlinghausen Sassenburg 24 b Karte                               | |         | 27.04.1990       | 108             |
| [[Vorlage:Bilderwunsch/code!/C:51.50673,7.170832!/D:Siedlung Hannover ehem. Bergarbeiterhaus, Sassenburg 24 c!/\|BW]]                       | Siedlung Hannover ehem. Bergarbeiterhaus                      | Röhlinghausen Sassenburg 24 c Karte                               | |         | 28.11.1991       | 222             |
| Siedlung Hannoverehem. Bergarbeiterhaus | Siedlung Hannover ehem. Bergarbeiterhaus                      | Röhlinghausen Sassenburg 24 d Karte                               | |         | 27.04.1990       | 109             |
| Siedlung Hannoverehem. Bergarbeiterhaus | Siedlung Hannover ehem. Bergarbeiterhaus                      | Röhlinghausen Sassenburg 26 a Karte                               | |         | 04.02.1994       | 530             |
| Siedlung Hannoverehem. Bergarbeiterhaus | Siedlung Hannover ehem. Bergarbeiterhaus                      | Röhlinghausen Sassenburg 26 b Karte                               | |         | 04.02.1994       | 530             |
| Siedlung Hannoverehem. Bergarbeiterhaus | Siedlung Hannover ehem. Bergarbeiterhaus                      | Röhlinghausen Sassenburg 26 c Karte                               | |         | 04.02.1994       | 531             |
| [[Vorlage:Bilderwunsch/code!/C:51.506337,7.171264!/D:Siedlung Hannover ehem. Bergarbeiterhaus, Sassenburg 26 d!/\|BW]]                      | Siedlung Hannover ehem. Bergarbeiterhaus                      | Röhlinghausen Sassenburg 26 d Karte                               | |         | 04.02.1994       | 532             |
| [[Vorlage:Bilderwunsch/code!/C:51.506283,7.170907!/D:Siedlung Hannover ehem. Bergarbeiterhaus, Sassenburg 28 a!/\|BW]]                      | Siedlung Hannover ehem. Bergarbeiterhaus                      | Röhlinghausen Sassenburg 28 a Karte                               | |         | 27.04.1990       | 110             |
| Siedlung Hannoverehem. Bergarbeiterhaus | Siedlung Hannover ehem. Bergarbeiterhaus                      | Röhlinghausen Sassenburg 28 b Karte                               | |         | 27.04.1990       | 111             |
| Siedlung Hannoverehem. Bergarbeiterhaus | Siedlung Hannover ehem. Bergarbeiterhaus                      | Röhlinghausen Sassenburg 28 c Karte                               | |         | 02.02.1993       | 331             |
| [[Vorlage:Bilderwunsch/code!/C:51.50627,7.170835!/D:Siedlung Hannover ehem. Bergarbeiterhaus, Sassenburg 28 d!/\|BW]]                       | Siedlung Hannover ehem. Bergarbeiterhaus                      | Röhlinghausen Sassenburg 28 d Karte                               | |         | 28.11.1991       | 223             |
| Siedlung Hannoverehem. Bergarbeiterhaus | Siedlung Hannover ehem. Bergarbeiterhaus                      | Röhlinghausen Sassenburg 30 a Karte                               | |         | 28.11.1991       | 224             |
| Siedlung Hannoverehem. Bergarbeiterhaus | Siedlung Hannover ehem. Bergarbeiterhaus                      | Röhlinghausen Sassenburg 30 b Karte                               | |         | 28.11.1991       | 225             |
| [[Vorlage:Bilderwunsch/code!/C:51.50606,7.17148!/D:Siedlung Hannover ehem. Bergarbeiterhaus, Sassenburg 30 c!/\|BW]]                        | Siedlung Hannover ehem. Bergarbeiterhaus                      | Röhlinghausen Sassenburg 30 c Karte                               | |         | 27.04.1990       | 112             |
| [[Vorlage:Bilderwunsch/code!/C:51.505968,7.1715!/D:Siedlung Hannover ehem. Bergarbeiterhaus, Sassenburg 30 d!/\|BW]]                        | Siedlung Hannover ehem. Bergarbeiterhaus                      | Röhlinghausen Sassenburg 30 d Karte                               | |         | 28.11.1991       | 226             |
| [[Vorlage:Bilderwunsch/code!/C:51.505939,7.171243!/D:Siedlung Hannover ehem. Bergarbeiterhaus, Sassenburg 32 a!/\|BW]]                      | Siedlung Hannover ehem. Bergarbeiterhaus                      | Röhlinghausen Sassenburg 32 a Karte                               | |         | 28.11.1991       | 227             |
| [[Vorlage:Bilderwunsch/code!/C:51.506036,7.171219!/D:Siedlung Hannover ehem. Bergarbeiterhaus, Sassenburg 32 b!/\|BW]]                      | Siedlung Hannover ehem. Bergarbeiterhaus                      | Röhlinghausen Sassenburg 32 b Karte                               | |         | 02.02.1993       | 332             |
| [[Vorlage:Bilderwunsch/code!/C:51.50603,7.171135!/D:Siedlung Hannover ehem. Bergarbeiterhaus, Sassenburg 32 c!/\|BW]]                       | Siedlung Hannover ehem. Bergarbeiterhaus                      | Röhlinghausen Sassenburg 32 c Karte                               | |         | 27.04.1990       | 113             |
| [[Vorlage:Bilderwunsch/code!/C:51.50593,7.171171!/D:Siedlung Hannover ehem. Bergarbeiterhaus, Sassenburg 32 d!/\|BW]]                       | Siedlung Hannover ehem. Bergarbeiterhaus                      | Röhlinghausen Sassenburg 32 d Karte                               | |         | 27.04.1990       | 114             |
| Siedlung Hannoverehem. Bergarbeiterhaus | Siedlung Hannover ehem. Bergarbeiterhaus                      | Röhlinghausen Sassenburg 33 Karte                                 | |         | 08.02.1994       | 533             |
| Siedlung Hannoverehem. Bergarbeiterhaus | Siedlung Hannover ehem. Bergarbeiterhaus                      | Röhlinghausen Sassenburg 35 Karte                                 | |         | 08.02.1994       | 534             |
| Siedlung Hannoverehem. Bergarbeiterhaus | Siedlung Hannover ehem. Bergarbeiterhaus                      | Röhlinghausen Sassenburg 37 Karte                                 | |         | 08.02.1994       | 535             |
| Siedlung Hannoverehem. Bergarbeiterhaus | Siedlung Hannover ehem. Bergarbeiterhaus                      | Röhlinghausen Sassenburg 39 Karte                                 | |         | 08.02.1994       | 536             |
| Siedlung Hannoverehem. Bergarbeiterhaus | Siedlung Hannover ehem. Bergarbeiterhaus                      | Röhlinghausen Sassenburg 41 Karte                                 | |         | 10.02.1994       | 537             |
| Siedlung Hannoverehem. Bergarbeiterhaus | Siedlung Hannover ehem. Bergarbeiterhaus                      | Röhlinghausen Sassenburg 43 Karte                                 | |         | 10.02.1994       | 538             |
| Siedlung Hannoverehem. Bergarbeiterhaus | Siedlung Hannover ehem. Bergarbeiterhaus                      | Röhlinghausen Sassenburg 45 Karte                                 | |         | 10.02.1994       | 539             |
| Siedlung Hannoverehem. Bergarbeiterhaus | Siedlung Hannover ehem. Bergarbeiterhaus                      | Röhlinghausen Sassenburg 47 Karte                                 | |         | 10.02.1994       | 540             |
| Siedlung Hannoverehem. Bergarbeiterhaus | Siedlung Hannover ehem. Bergarbeiterhaus                      | Röhlinghausen Sassenburg 49 Karte                                 | |         | 10.02.1994       | 541             |
| Siedlung Hannoverehem. Bergarbeiterhaus | Siedlung Hannover ehem. Bergarbeiterhaus                      | Röhlinghausen Sassenburg 51 Karte                                 | |         | 10.02.1994       | 542             |
| Siedlung Hannoverehem. Bergarbeiterhaus | Siedlung Hannover ehem. Bergarbeiterhaus                      | Röhlinghausen Sassenburg 53 Karte                                 | |         | 10.02.1994       | 543             |
| Siedlung Hannoverehem. Bergarbeiterhaus | Siedlung Hannover ehem. Bergarbeiterhaus                      | Röhlinghausen Sassenburg 55 Karte                                 | |         | 10.02.1994       | 544             |
| Siedlung Hannoverehem. Bergarbeiterhaus | Siedlung Hannover ehem. Bergarbeiterhaus                      | Röhlinghausen Sassenburg 57 Karte                                 | |         | 10.02.1994       | 545             |
| Siedlung Hannoverehem. Bergarbeiterhaus | Siedlung Hannover ehem. Bergarbeiterhaus                      | Röhlinghausen Sassenburg 59 Karte                                 | |         | 10.02.1994       | 546             |
| [[Vorlage:Bilderwunsch/code!/C:51.506386,7.171835!/D:Siedlung Hannover ehem. Bergarbeiterhaus, Sassenburg 61 a!/\|BW]]                      | Siedlung Hannover ehem. Bergarbeiterhaus                      | Röhlinghausen Sassenburg 61 a Karte                               | |         | 27.04.1990       | 116             |
| [[Vorlage:Bilderwunsch/code!/C:51.506333,7.171837!/D:Siedlung Hannover ehem. Bergarbeiterhaus, Sassenburg 61 b!/\|BW]]                      | Siedlung Hannover ehem. Bergarbeiterhaus                      | Röhlinghausen Sassenburg 61 b Karte                               | |         | 27.04.1990       | 116             |
| [[Vorlage:Bilderwunsch/code!/C:51.506099,7.171858!/D:Siedlung Hannover ehem. Bergarbeiterhaus, Sassenburg 63!/\|BW]]                        | Siedlung Hannover ehem. Bergarbeiterhaus                      | Röhlinghausen Sassenburg 63 Karte                                 | |         | 10.02.1994       | 547             |
| [[Vorlage:Bilderwunsch/code!/C:51.506101,7.171955!/D:Siedlung Hannover ehem. Bergarbeiterhaus, Sassenburg 65!/\|BW]]                        | Siedlung Hannover ehem. Bergarbeiterhaus                      | Röhlinghausen Sassenburg 65 Karte                                 | |         | 10.02.1994       | 548             |
| [[Vorlage:Bilderwunsch/code!/C:51.506135,7.172051!/D:Siedlung Hannover ehem. Bergarbeiterhaus, Sassenburg 67!/\|BW]]                        | Siedlung Hannover ehem. Bergarbeiterhaus                      | Röhlinghausen Sassenburg 67 Karte                                 | |         | 10.02.1994       | 549             |
| Siedlung Hannoverehem. Bergarbeiterhaus | Siedlung Hannover ehem. Bergarbeiterhaus                      | Röhlinghausen Sassenburg 69 Karte                                 | |         | 02.02.1993       | 333             |
| Siedlung Hannoverehem. Bergarbeiterhaus | Siedlung Hannover ehem. Bergarbeiterhaus                      | Röhlinghausen Sassenburg 71 Karte                                 | |         | 28.11.1991       | 228             |
| Siedlung Hannoverehem. Bergarbeiterhaus | Siedlung Hannover ehem. Bergarbeiterhaus                      | Röhlinghausen Sassenburg 73 Karte                                 | |         | 02.02.1993       | 334             |
| [[Vorlage:Bilderwunsch/code!/C:51.505768,7.152069!/D:Siedlung Hannover ehem. Bergarbeiterhaus, Sassenburg 75!/\|BW]]                        | Siedlung Hannover ehem. Bergarbeiterhaus                      | Röhlinghausen Sassenburg 75 Karte                                 | |         | 28.11.1991       | 229             |
| Siedlung Hannoverehem. Bergarbeiterhaus | Siedlung Hannover ehem. Bergarbeiterhaus                      | Röhlinghausen Sassenburg 77 Karte                                 | |         | 02.02.1993       | 335             |
| Siedlung Königsgrubeehem. Bergarbeiterhaus                                                                                                  | Siedlung Königsgrube ehem. Bergarbeiterhaus                   | Röhlinghausen Westfalenstraße 42–44 / Günnigfelder Straße 1 Karte | |         | 14.01.1991       | 198             |
| Siedlung Königsgrubeehem. Bergarbeiterhaus                                                                                                  | Siedlung Königsgrube ehem. Bergarbeiterhaus                   | Röhlinghausen Westfalenstraße 46–48 / Friedastraße 2 Karte        | |         | 14.01.1991       | 199             |
| Kirchturm der Lutherkirche | Kirchturm der Lutherkirche                                    | Röhlinghausen Wittenbergstraße 1 a Karte                          | |         | 24.11.1988       | 86              |
| weitere Bilder | ev. Kirche Zwölf Apostel                                      | Eickel Zeppelinstraße 1/3 Hauptstraße, Martinistraße Karte        | |         | 27.04.1994       | 575             |